# Sbarco a Salerno
Lo sbarco a Salerno (nome in codice operazione Avalanche) fu effettuato dagli Alleati il 9 settembre 1943, lungo le coste del golfo della città omonima e come continuazione della campagna d'Italia della seconda guerra mondiale. Gli alti comandi alleati intendevano costituire un'importante testa di ponte e da lì occupare di slancio Napoli con il suo fondamentale porto, utile per rifornire le truppe impegnate sul fronte italiano: la 5th Army del tenente generale Mark Clark condusse l'attacco anfibio con il concordato appoggio dell'8th Army britannica del generale Bernard Law Montgomery, sbarcata a Reggio Calabria il 3 settembre. Assieme, le due armate avrebbero poi attaccato le postazioni difensive tedesche della Linea del Volturno e della Gustav, in Italia centrale.
Le truppe del generale Clark sbarcarono tra difficoltà tutto sommato gestibili e imbevute di un ottimismo dettato dall'avvenuta resa italiana. Nell'arco di due giornate, però, subirono i violenti contrattacchi delle divisioni in affluenza della 10. Armee del tenente generale Heinrich von Vietinghoff, che il feldmaresciallo Albert Kesselring (comandante supremo tedesco per il Mediterraneo) aveva opportunamente concentrato sulle alture dominanti il golfo; i tedeschi, in particolare, sfruttarono un largo varco tra i due corpi d'armata che componevano la 5th Army, coincidente con il fiume Sele, e riuscirono a penetrare a fondo nella testa di ponte. Clark temette un disastro, al punto di abbozzare piani di evacuazione, ma in ultimo la tenace resistenza anglo-statunitense (caratterizzata dal massiccio supporto d'artiglieria, terrestre e navale) scongiurò la minaccia e frenò i tedeschi.
Dopo dieci giorni di aspri combattimenti, gli Alleati, che pure avevano subito perdite molto più elevate dei tedeschi, riuscirono a uscire dalla testa di ponte il 19 e a riorganizzarsi in vista dell'avanzata verso Napoli, che nel frattempo era già insorta durante le cosiddette "Quattro giornate di Napoli"; vi giunsero il 1º ottobre 1943. La 10. Armee, al contempo, aveva ripiegato ordinatamente in direzione della Linea del Volturno, arroccata nell'impervio territorio appenninico a nord del capoluogo campano, dove si preparò ad affrontare nuovamente gli Alleati.

## Premesse

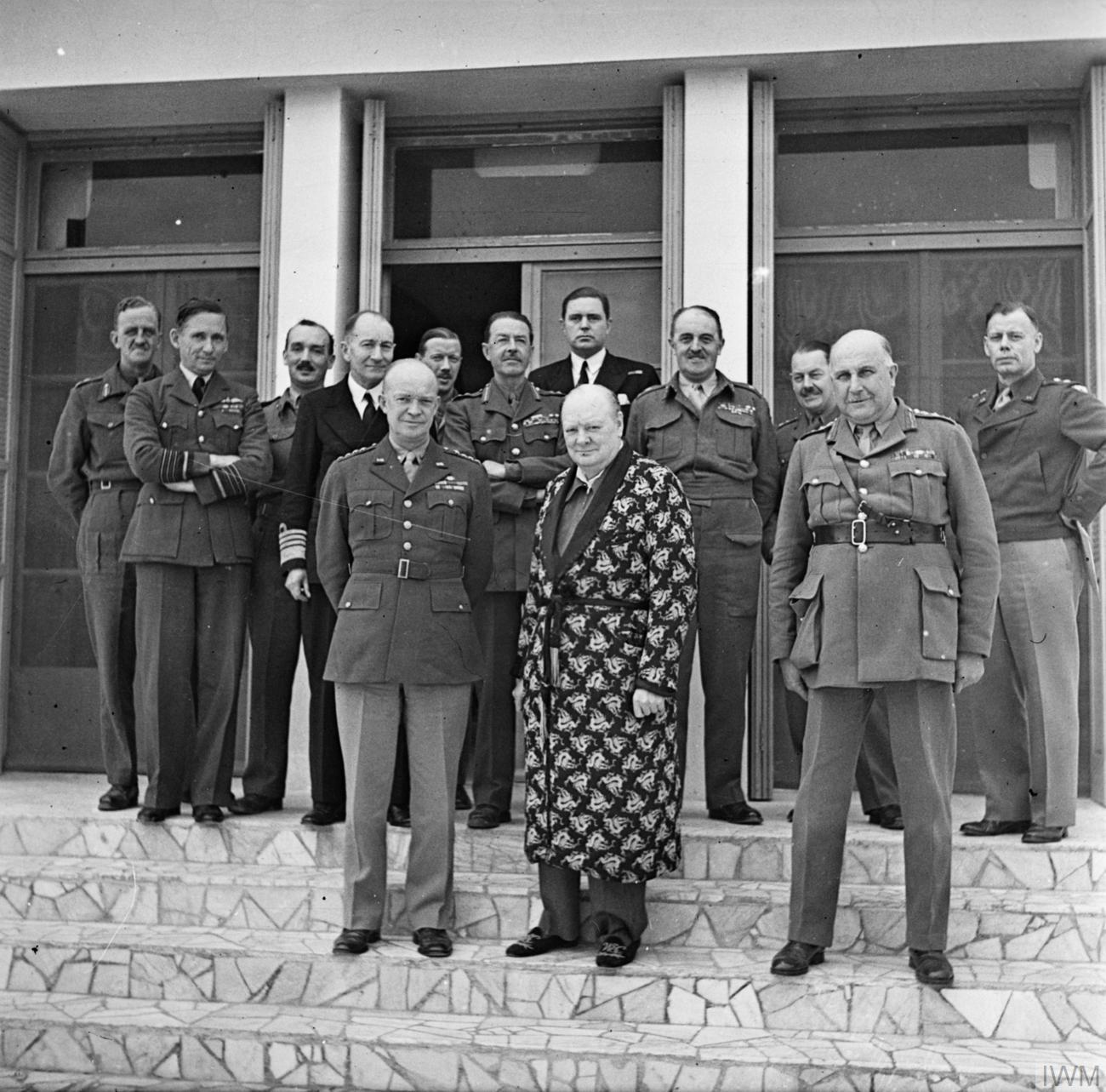
I vertici militari alleati del teatro d'operazioni mediterraneo, riuniti a Tunisi nel dicembre 1943: da sinistra, in prima fila, i generali Eisenhower e Maitland-Wilson (tra loro il primo ministro Churchill); in seconda fila l'Air Marshal Arthur Tedder, l'ammiraglio John Cunningham (succeduto in ottobre ad Andrew Cunningham), il generale Alexander e il maggior generale Walter Bedell Smith (ultimo a destra)

Durante la terza conferenza di Washington del maggio 1943 gli Alleati concordarono la continuazione della campagna di bombardamenti sulla Germania e l'incremento delle operazioni nel Pacifico, ma lasciarono la pianificazione dei dettagli della strategia nel Mediterraneo al comandante in capo di quel teatro, generale d'armata Dwight D. Eisenhower, al quale spettò decidere come proseguire la campagna d'Italia dopo la prevista operazione Husky. Gli statunitensi, che tenevano decisamente di più alla programmata invasione dell'Europa nordoccidentale e che consideravano le esigenze nel Pacifico più impellenti, erano consapevoli del costo in termini economici, militari e di tempo che avrebbe comportato il secondo teatro d'operazioni in Italia; verso la conclusione della lotta in Sicilia, perciò, iniziarono dibattiti per individuare l'obiettivo successivo. Fu presa seriamente in considerazione l'invasione della Sardegna, caldeggiata da Eisenhower e dall'ammiraglio Andrew Cunningham (comandante supremo delle forze navali alleate nel Mediterraneo) ma non dal primo ministro Winston Churchill, favorevole invece a un attacco nei Balcani. Secondo questi una campagna in quel settore avrebbe impedito ai tedeschi di utilizzare significative materie prime e minacciato le linee di comunicazione dell'Asse col fronte orientale. L'idea fu accolta con freddezza a Washington ma non ci furono proposte alternative; gli statunitensi resero comunque noto che non avrebbero dovuto esserci nuove campagne che intaccassero le risorse già destinate al secondo fronte, o che avessero ripercussioni sul fronte del Pacifico.
Il 24 luglio, dopo il primo bombardamento di Roma, Benito Mussolini ricevette il voto di sfiducia del Gran consiglio del fascismo e l'autorità politico-governativa tornò nelle mani del re Vittorio Emanuele III, che formò un nuovo esecutivo guidato dal maresciallo Pietro Badoglio; da quel momento cominciarono le trattative segrete con gli Alleati per far uscire l'Italia dalla guerra. In quegli stessi mesi il feldmaresciallo Albert Kesselring, Oberbefehlshaber Süd (lett. "Comandante in capo del settore sud") aveva convinto Adolf Hitler che sarebbe stato opportuno tentare la difesa a sud di Roma sia per le oggettive difficoltà di evacuare senza grosse perdite uomini e materiali là schierati, sia per l'importanza strategica del complesso di aeroporti nei dintorni di Foggia. Questa decisione dette avvio ai preparativi tedeschi di mobilitazione dei reparti che sarebbero stati destinati a protezione della penisola; quando l'armistizio entrò in vigore, scattò l'"operazione Achse", ossia il piano elaborato già nel maggio 1943 dall'Oberkommando der Wehrmacht (OKW) per controbattere un'eventuale uscita dell'Italia dal conflitto, neutralizzare le sue forze armate e occuparne il territorio.

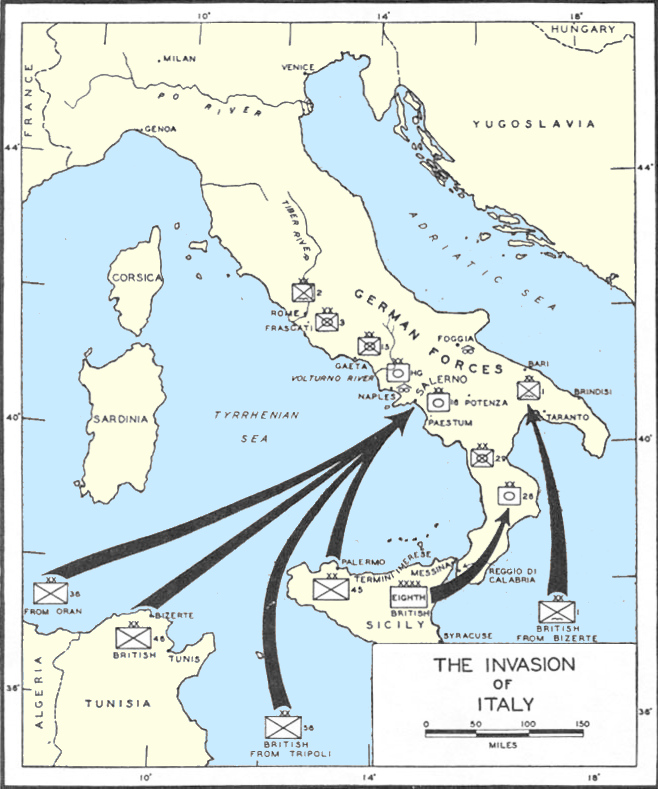
Lo schieramento di forze e le direttrici d'invasione alleate per l'Italia continentale, dove sono indicate le divisioni tedesche

Il 14 agosto, nel pieno delle ambigue trattative con gli italiani, Churchill e il presidente statunitense Franklin Delano Roosevelt si incontrarono a Québec con i rispettivi stati maggiori e consiglieri: la conferenza confermò l'apertura del secondo fronte per il 1º maggio 1944, obiettivo al quale si sarebbero dovute subordinare tutte le operazioni in Europa. Eisenhower ricevette l'ordine di accettare solo una resa incondizionata dell'Italia, di valutare la conquista di Sardegna e Corsica e di non dare tregua ai tedeschi; i comandi riuniti a Québec diedero perciò l'assenso all'"operazione Avalanche", il piano d'invasione dell'Italia continentale elaborato da Eisenhower e dallo stato maggiore della 5th Army statunitense. L'operazione fu confermata per il 9 settembre nel golfo di Salerno, località selezionata quasi forzosamente, dato che durante la conferenza era stata presa la decisione di ritirare dal teatro del Mediterraneo sei gruppi di bombardieri pesanti e trasferirli in Gran Bretagna: ciò impose al generale Eisenhower di ripiegare su zone di sbarco vicine alla Sicilia (come appunto le regioni meridionali italiane) e di rinunciare a più ambiziosi, distanti obiettivi, quale il golfo di Genova. Gli Alleati puntavano a schierare squadriglie di bombardieri strategici a Foggia in appoggio all'operazione Pointblank, parte integrante della strategia di bombardamento aereo della Germania, e per rifornirli adeguatamente era necessario il controllo del grande snodo logistico rappresentato dal porto di Napoli, posto solo a 70 chilometri a nord di Salerno. Tuttavia, né Washington né Londra considerarono Avalanche il preludio alla conquista dell'intera nazione; gli statunitensi chiedevano solo basi sicure per i loro bombardieri, mentre i vertici britannici consideravano l'impegno in Italia come un modo per tenere aperto lo spiraglio per un successivo intervento nei Balcani.
Il 26 luglio il tenente generale Mark Clark, comandante della 5th Army schierata in Nordafrica, ricevette i piani per lo studio dei preparativi dello sbarco nel golfo di Salerno, da effettuarsi inizialmente con il VI Corps statunitense. Il 3 agosto si trasferì a Mostaganem per assistere alle fasi finali dell'addestramento, ma i preparativi si conclusero non senza incomprensioni tra statunitensi e britannici e nei ranghi dell'armata stessa. Il generale d'armata Harold Alexander, comandante del 15th Army Group formato dalla 5th Army e dall'8th Army britannica del generale Bernard Law Montgomery, sollecitò ripetutamente Eisenhower perché le operazioni "Buttress" e "Goblet" (piani di attacco anfibio in Calabria di competenza esclusivamente britannica) fossero considerate l'attacco principale contro l'Italia continentale. Anche Montgomery perorò quest'idea e in un primo momento si decise che all'operazione Baytown, da lanciare attraverso lo stretto di Messina non appena la campagna di Sicilia si fosse conclusa, sarebbe seguita Buttress, ossia lo sbarco del X Corps del generale Brian Horrocks a Gioia Tauro. Il 17 agosto, però, i capi di stato maggiore alleati nel Mediterraneo caldeggiarono l'impiego di due corpi d'armata per Avalanche e, di conseguenza, il X Corps fu affiancato al VI Corps statunitense per attaccare Salerno; Buttress fu annullata e la forza impiegata nell'operazione Baytown fu ridotta a una sola brigata rinforzata da quattro battaglioni, provocando grande irritazione in Montgomery: egli protestò energicamente presso Alexander, evocando lo spettro di un disastro anfibio, e riuscì a ottenere il XIII Corps con la 5th Infantry Division, la 1st Canadian Division e la 231st Brigade.

### Le conseguenze della capitolazione italiana

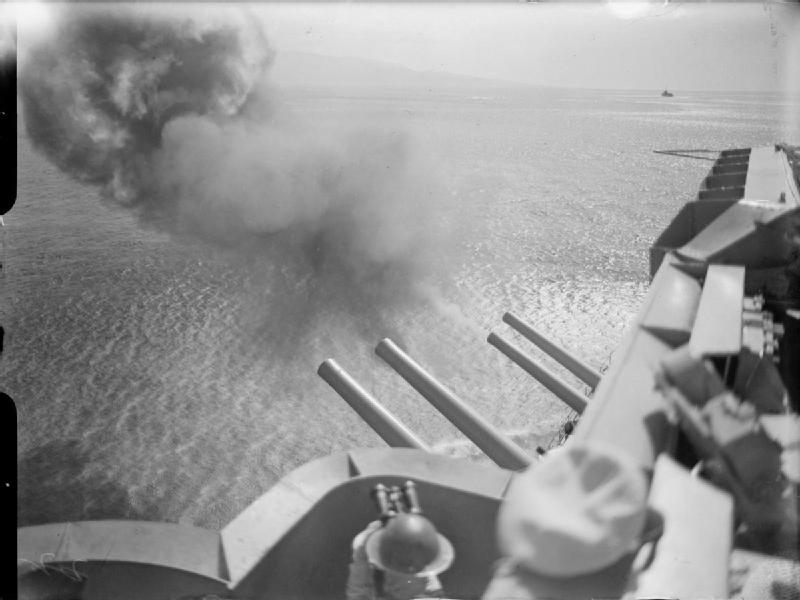
La Warspite apre il fuoco contro le coste calabresi in preparazione all'operazione Baytown

I pianificatori alleati considerarono indispensabile una stretta coordinazione tra Avalanche e Baytown, oltre che per la relativa scarsità di mezzi da sbarco anche per le preoccupazioni nutrite dalle alte sfere (ad esempio dal generale Alexander) circa la resistenza italiana sul continente, che si suppose sarebbe stata ben più incisiva di quella incontrata in Sicilia. I capi, perciò, ritenevano cruciale concludere al più presto un armistizio con l'Italia, un atto che si sperava avrebbe inferto un duro colpo alla Germania e, nella migliore delle ipotesi, disorganizzato la prevedibile difesa tedesca della penisola. Questa volontà era dettata anche dal fatto che le riserve per l'attacco a Salerno avrebbero dovuto affluire dall'Africa settentrionale e dalla Sicilia, regalando tempo prezioso agli italo-tedeschi per allestire un contrattacco. Gli Alleati convennero infine che l'annuncio del ricercato armistizio sarebbe stato dato in contemporanea da Eisenhower e Badoglio alle 18:30 ora locale, nello stesso giorno del previsto lancio su Roma dell'82nd Airborne Division (operazione Giant 2, atteso per il 7 od 8 settembre): gli italiani sarebbero stati allertati da una trasmissione in codice dell'Italian Service della BBC.
Nel frattempo, alle 03:45 del 3 settembre, era scattata l'operazione Baytown, introdotta dal tiro concentrato delle navi da battaglia HMS Nelson, HMS Warspite e HMS Valiant, del monitore HMS Erebus, di uno stuolo di cacciatorpediniere e unità minori e di tutta l'artiglieria statunitense piazzata in Sicilia sul tratto di costa tra Reggio Calabria e Villa San Giovanni. A dispetto di tale sfoggio di potenza, il generale Montgomery non diede mai particolare peso allo sbarco a Reggio Calabria, dato che non amava far correre rischi inutili per la truppa e che in quel periodo era in attesa di conoscere quale sarebbe stato il suo comando nell'ambito della prossima operazione Overlord: secondo lo storico Eric Morris, non aveva intenzione di rovinarsi la reputazione con eventuali fallimenti su un fronte ritenuto secondario. La risalita della Calabria dell'8th Army fu perciò cauta: Montgomery conservò la preoccupazione di dover gestire un contrattacco tedesco (nonostante l'intelligence dell'armata avesse giustamente concluso che le forze tedesche in Calabria fossero irrisorie), non nascose di considerare Avalanche un errore e rimase amareggiato che Baytown, divenuta un'operazione accessoria, fosse stata affidata a lui mentre Clark, con minore esperienza al comando, avrebbe diretto l'attacco anfibio a Salerno.

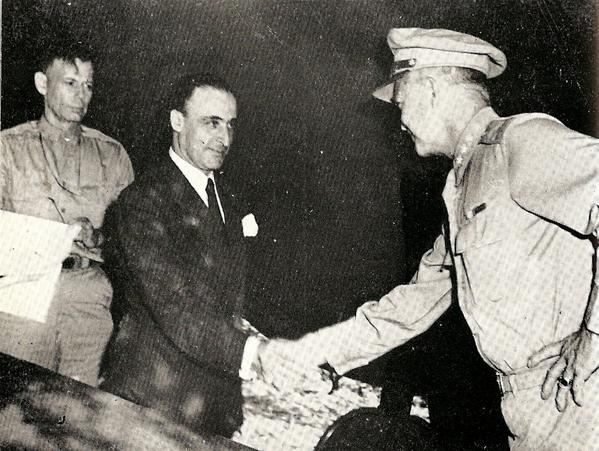
Il generale Castellano (centro) stringe la mano al generale Eisenhower il 3 settembre, poco dopo la stipula dell'armistizio di Cassibile; in secondo piano il generale Bedell Smith, capo di stato maggiore di Eisenhower

Il pomeriggio del 3 settembre il generale Giuseppe Castellano, delegato di Badoglio, firmò l'armistizio di Cassibile. Clark e Montgomery furono informati da Eisenhower poco dopo, che solo allora rivelò loro l'esistenza dell'operazione paracadutista su Roma, con il previsto supporto del Regio Esercito che avrebbe dovuto sia occupare gli aeroporti intorno alla capitale, sia aprire agli Alleati i porti di Taranto e Brindisi, nel primo dei quali sarebbe arrivata la 1st Airborne Division britannica a bordo di unità navali. Clark protestò con Eisenhower perché, secondo lui, l'82nd avrebbe dovuto essere paracadutata lungo il Volturno (operazione Giant 1) con il compito di occuparne tutti i passaggi e impedire così alle forze tedesche schierate a sud di Roma di avanzare verso la testa di ponte alleata a Salerno. Poiché l'operazione su Roma avrebbe avuto importanti risvolti politici, Clark fu costretto ad accettare la decisione presa e il 179th RCT, tratto dalla 45th Infantry Division, rimpiazzò dunque i paracadutisti come riserva galleggiante. Nelle sue memorie, Clark scrisse: «Rimanevo senza paracadutisti per far saltare i ponti sul Volturno, ma il nostro attacco sarebbe stato meno aspro di quel che ci si aspettava se gli italiani avessero rifiutato di resistere», e ritenne l'operazione Giant 2 «futile, perché non riuscivo a capire come i paracadutisti potessero aver successo nella loro impresa, di fronte al forte concentramento tedesco vicino alla capitale, [...] né riuscivo a capire come avremmo potuto aiutarli dal mare [...]».
A poche ore dall'inizio dell'operazione Giant 2 gli italiani ebbero un ripensamento e Badoglio trasmise agli Alleati il seguente messaggio: «In seguito ai cambiamenti della situazione, nettamente peggiorata, e per la presenza di forze tedesche nell'area di Roma, non è più possibile dare l'annuncio dell'armistizio perché la capitale verrebbe occupata e il potere assunto con la forza dai tedeschi. L'operazione non è più possibile, perché non dispongo di forze necessarie a mantenere gli aeroporti». La realtà era che le regie forze armate non avevano fatto nulla di quanto in loro potere per dare manforte alle operazioni anglo-statunitensi; la catena di comando dell'esercito era in totale confusione e se da una parte alcuni generali appoggiavano gli Alleati, altri non erano molto convinti di ciò che era stato concordato. Alle 08:00 dell'8 settembre Eisenhower ricevette il messaggio di Badoglio, con annessa la richiesta di rinviare l'annuncio dell'armistizio; il comandante supremo alleato telegrafò tuttavia ai capi di stato maggiore congiunti: «[...] ho deciso di non accettare il cambiamento chiesto dagli italiani. Intendiamo procedere con il piano e annunciare l'armistizio e avviare la successiva propaganda e le altre misure». Gli statunitensi avevano già provveduto a inviare a Roma il vicecomandante dell'82nd Division, maggior generale Maxwell Taylor, per coordinarsi con gli italiani: arrivato il 7 settembre con il colonnello William T. Gardiner, poté constatare di persona la situazione e inviò una trasmissione quella stessa sera a Eisenhower per cancellare l'attacco; nel pomeriggio dell'8 l'inoltrò nuovamente, nel timore che non fosse stato ricevuta. Il messaggio arrivò in effetti appena in tempo per fermare sulle piste i primi aerei e scongiurare un sicuro disastro. Alle 18:30 il generale Eisenhower trasmise via radio l'annuncio dell'armistizio, imitato in serata da Badoglio che, nottetempo, fuggì da Roma con la famiglia reale, alcuni esponenti militari del governo e funzionari alla volta di Brindisi: i tedeschi occuparono così la città con poco sforzo.

### Scelta del luogo dello sbarco
Ben pochi degli strateghi alleati consideravano la costa di Salerno come una scelta ideale per uno sbarco: spiagge molto più adatte si trovavano a nord di Napoli e nel golfo di Gaeta, ma furono scartate perché fuori dal raggio d'azione dei caccia Supermarine Spitfire di stanza in Sicilia; anzi, i velivoli sarebbero riusciti a malapena a coprire il golfo di Salerno, cosicché l'aeroporto di Montecorvino, nell'immediato entroterra di Salerno, divenne uno degli obiettivi da conquistare al più presto. Apparentemente il golfo sembrava ideale per un'operazione anfibia: la visibilità era ottima e la costa sabbiosa, tagliata in due dal fiume Sele, era ampia e stretta, dominata però da pericolose alture che permettevano a eventuali difensori di tenerla sotto tiro assieme ai mezzi da sbarco, alle navi rimaste in rada e alle truppe approdate. Durante il ventennio fascista, inoltre, la piana del Sele era stata bonificata e i canali costituirono un ostacolo per il traffico alleato. Il capoluogo, tuttavia, era per gli Alleati un prezioso crocevia, dato che vi passavano le statali n. 18 (che univa Napoli con Reggio Calabria), n. 19 (che dalla limitrofa Battipaglia toccava Eboli e Potenza, per giungere infine a Catanzaro) e la n. 88 (Salerno-Morcone, attraversante Avellino). Infine, attraverso il valico di Chiunzi, si poteva raggiungere Napoli da Maiori, oppure si imboccava la direttrice Sorrento-passo di Agerola. Si trattava, tuttavia, di strade che correvano nei fondovalle e che potevano essere facilmente difese e interrotte.

## Piani e forze contrapposti

### Alleati

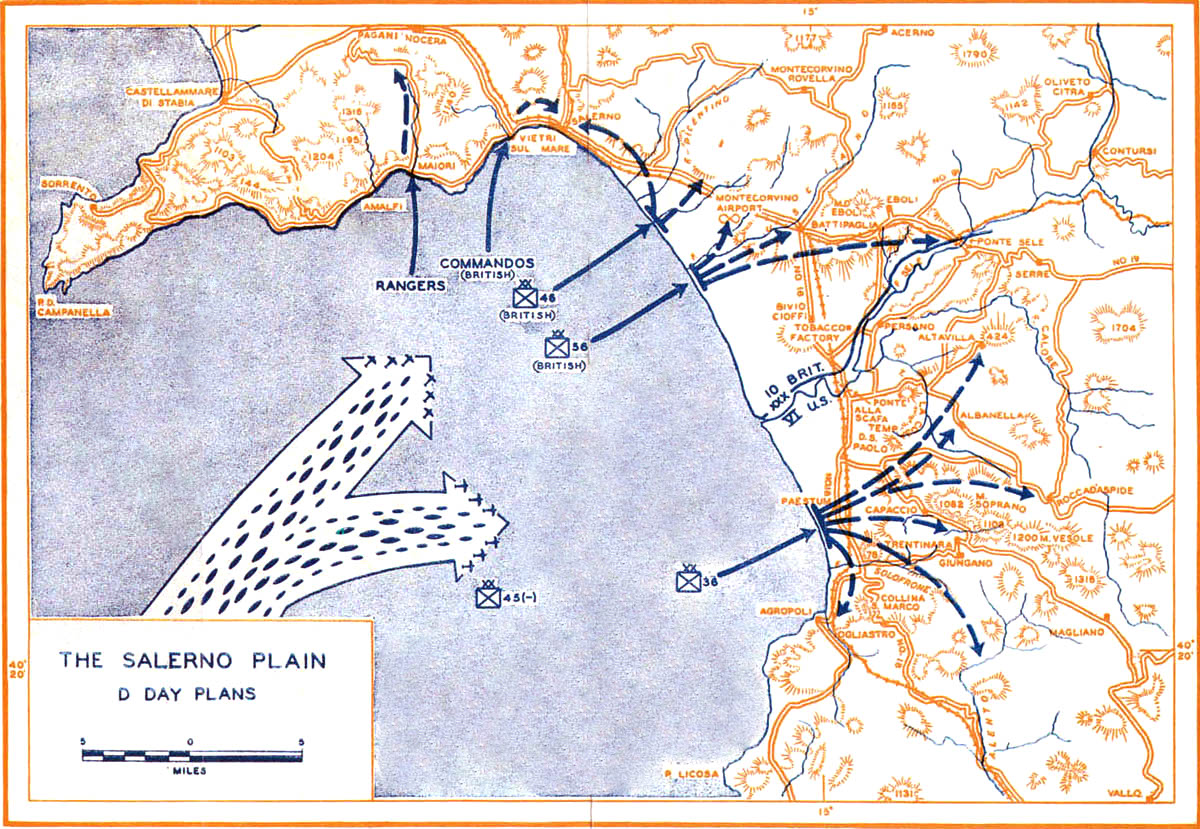
Il piano d'invasione alleato per il D-Day del 9 settembre

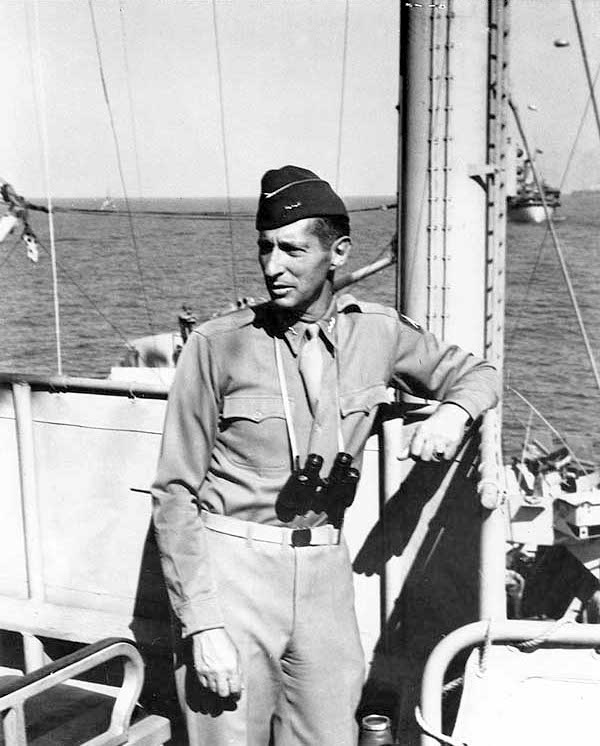
Il tenente generale Mark Clark, comandante della 5th Army, fotografato a bordo della nave comando USS Ancon

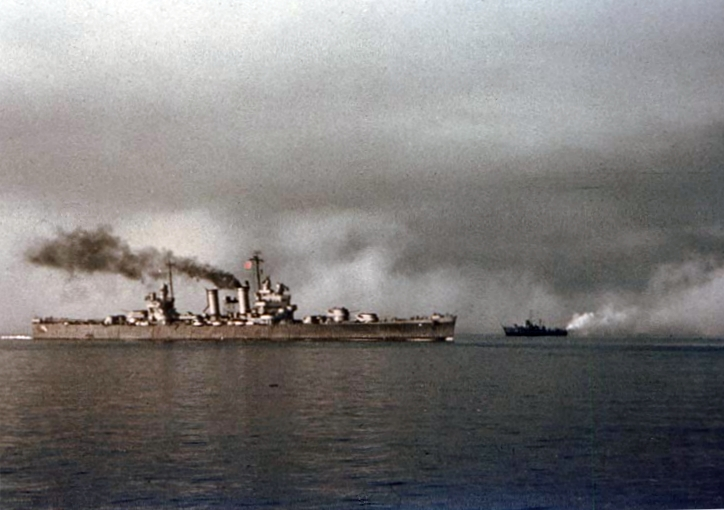
L'incrociatore leggero al largo di Salerno: gli Alleati godettero di un solido appoggio navale

I particolari dell'operazione furono discussi il 23 agosto ad Algeri, durante un incontro tra Eisenhower, Alexander, Cunningham, il maresciallo dell'aria Arthur Tedder, il generale Carl Andrew Spaatz dell'USAAF e Montgomery. Tutti convennero che la puntata dell'8th Army sarebbe stata una diversione e che lo sforzo principale sarebbe stato compiuto dalla 5th Army a Salerno. La forza da sbarco sarebbe stata composta da due corpi d'armata: il VI Corps statunitense del maggior generale Ernest Dawley, composto dalla 34th e dalla 36th Infantry Division, dalla 1st Armored Division e dalla 82nd Airborne; e il X Corps britannico al comando del tenente generale Sir Richard McCreery, che aveva sostituito Horrocks rimasto ferito durante un attacco aereo tedesco a Biserta nel giugno 1943: esso comprendeva la 46th e la 56th Infantry Division, la 7th Armoured Division e la 1st Airborne Division (destinata all'operazione Slapstick), che avrebbero dovuto conquistare Napoli e congiungersi con l'8th Army del generale Montgomery proveniente dalla Calabria.
Sebbene avesse perso l'appoggio della sua divisione aerotrasportata, Clark elaborò un piano considerato audace e fantasioso. Le lezioni imparate dall'attacco alla Sicilia avevano sottolineato ancora una volta la necessità di occupare un grosso porto entro pochi giorni dallo sbarco: per questo egli contò di prendere Napoli il quinto giorno dallo sbarco (D+5, 13 settembre) sfruttando il fattore sorpresa. Escluse quindi il bombardamento preliminare delle spiagge e incaricò la sua armata di occupare il più velocemente possibile le gole che dominavano la statale n. 18, impedendo ai tedeschi di impadronirsene. I due corpi della 5th Army sarebbero stati divisi dal Sele: a sud sarebbero sbarcati gli statunitensi, cui sarebbe spettato proteggere il lato destro dei britannici, congiungersi 15 chilometri più nell'interno a Ponte Sele passando da Altavilla (i britannici, a loro volta, avrebbero completato il movimento a tenaglia passando da Battipaglia ed Eboli), occupare il terreno sopraelevato e congiungersi con l'8th Army proveniente da sud. Tre battaglioni ranger sarebbero sbarcati a Maiori, sul fianco sinistro del X Corps, per impadronirsi della strada costiera e avanzare nell'interno fra i monti fino a Nocera, che dominava il percorso verso la piana di Napoli. A Vietri, circa 20 chilometri sulla destra dei ranger, sarebbero sbarcati il No. 2 Commando del British Army e il No. 41 (Royal Marines) Commando, incaricati di prendere le colline sopra Salerno per rendere sicuri il percorso della statale n. 88 e la valle chiamata "La Molina", nella quale passava la statale n. 18 che collegava Salerno a Cava de' Tirreni. Le forze speciali avrebbero quindi ceduto il posto alla fanteria della 46th Division, che a sua volta avrebbe tenuto i passi per la 22nd Armored Brigade della 7th Armoured Division britannica; quest'ultima doveva sbarcare il 10 settembre e intraprendere subito una corsa su Napoli. L'assalto nel settore statunitense, da Paestum ad Agropoli, fu affidato alla 36th Division, formata da soldati texani e comandata dal maggior generale Fred Walker, un vecchio insegnante di Clark a Fort Lewis, che avrebbero avuto il battesimo del fuoco proprio a Salerno: il comandante della 5th Army nutriva fiducia nei confronti di Walker e del personale della divisione e, perciò, tenne la più esperta 34th Division in riserva. Da parte britannica, al contrario, l'assalto iniziale coinvolse entrambe le divisioni disponibili: la 46th Division, agli ordini del maggior generale John Hawkesworth avrebbe attaccato lungo la porzione ovest del fronte, presso l'abitato di Salerno; la 56th Division, alla guida del maggior generale Douglas Graham avrebbe marciato lungo la costa di fronte alla piana antistante Battipaglia, in direzione dell'aeroporto di Montecorvino.
Il complesso di forze si aggirava su circa 30000 soldati britannici e 25000 statunitensi per attaccare le posizioni tedesche che, fu calcolato, avrebbero potuto essere rinforzate in breve tempo da circa 100000 soldati. I comandi alleati, infatti, rimasero assai preoccupati dal potenziale di reazione tedesco nel settore e, pertanto, fu fatto grande affidamento sulla tempestività dell'arrivo di Montgomery dalla Calabria. Era una possibilità, però, tutt'altro che sicura; poiché sia Clark sia il generale britannico rincorsero le proprie ambizioni e tentarono di soddisfare le proprie esigenze, le due armate combatterono ciascuna una propria battaglia: la 5th Army cercò di anticipare i tempi, l'8th Army fece in modo di dilatarli, cogliendo l'occasione per far riposare gli uomini dopo le lunghe campagne che avevano affrontato.
L'ammiraglio Henry Kent Hewitt avrebbe comandato le due squadre navali destinate all'operazione, una per ciascuna delle due armate schierate; Hewitt avrebbe accompagnato di persona le forze statunitensi a bordo della propria ammiraglia, l'USS Ancon, che sarebbe stata anche il quartier generale di Clark finché non fosse potuto scendere a terra. Lo stesso generale si prodigò per creare quella che lui stesso definì una «riserva galleggiante», ossia una forza di appoggio composta da nove LST, sei LCI e quarantotto DUKW che avrebbe fatto parte della flotta di Hewitt e che avrebbe imbarcato la 45th Infantry Division (maggior generale Troy Middleton), pronta a raggiungere Salerno in caso di necessità.

### Germania

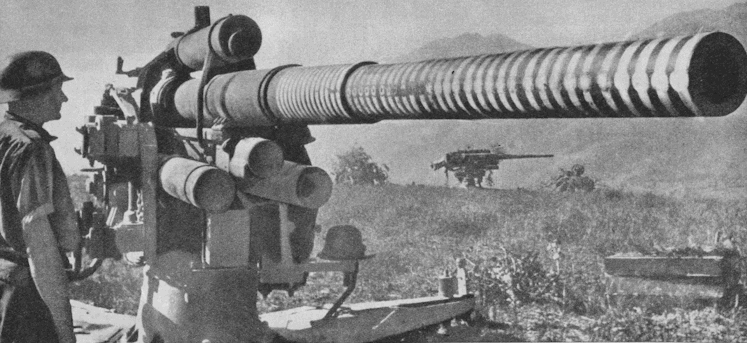
Batteria di pezzi 8,8 cm FlaK, usati con notevole successo anche per il tiro anticarro: le strisce bianche sulla volata indicano gli aerei e corazzati nemici distrutti

Dopo la ritirata dalla Sicilia la principale unità combattente a disposizione del feldmaresciallo Albert Kesselring era la 10. Armee del tenente generale Heinrich von Vietinghoff, risultato della fusione delle forze tedesche in Italia continentale con quelle fuggite dall'isola: contava circa 135 000 uomini, compresi gli effettivi della 16. Panzer-Division (maggior generale Rudolf Sieckenius), probabilmente la divisione tedesca meglio equipaggiata nell'area. L'armata era ancora in fase di messa a punto quando la resa italiana fu resa pubblica, lasciando i tedeschi in un paese ex alleato, con imminenti minacce di invasioni anfibie e comunicazioni rese flebili dal quasi totale collasso della rete telefonica. Dal proprio quartier generale a Frascati Kesselring cercò di gestire al meglio la confusa situazione, mettendo a frutto le informazioni che gli erano pervenute: il 6 settembre ricognitori della Luftwaffe avevano infatti segnalato che portaerei britanniche si stavano radunando e un rapporto della Kriegsmarine aveva ipotizzato un attacco verso il golfo di Salerno. Il 7 era giunta notizia della presenza di un convoglio a nord di Palermo, confermata il pomeriggio successivo e bastevole a suscitare l'allarme. Pur incompleto, il quadro strategico suggerì che Roma non sarebbe stata investita immediatamente e, avuta l'autorizzazione di Hitler, Kesselring avviò alle 20:00 dell'8 settembre l'operazione Achse. Quanto alla presenza dell'8th Army in Calabria, né il feldmaresciallo né i suoi luogotenenti credettero fosse il prologo di un'avanzata anglo-statunitense fino a Roma e accordarono a quel settore solamente un velo di truppe, con compiti di retroguardia: ma alla richiesta di ulteriori rinforzi per la zona di Salerno, Kesselring e il suo capo di stato maggiore, generale Siegfried Westphal, si videro rifiutare due divisioni corazzate dal colonnello generale Alfred Jodl (capo di stato maggiore dell'OKW) e dal comando dell'Heeresgruppe B stanziato in Italia centro-settentrionale. Il gruppo d'armate sostenne infatti che esse, in quel momento di stanza a Mantova, servivano a nord e che comunque sarebbero arrivate troppo tardi; Kesselring tuttavia ribatté che i 700 chilometri tra Mantova e Salerno avrebbero potuto essere percorsi in alcuni giorni, ipotizzando che i rinforzi sarebbero potuti arrivate il 13 settembre quando le sorti del combattimento sarebbero state ancora in equilibrio; fallì, comunque, nel persuadere i propri superiori.

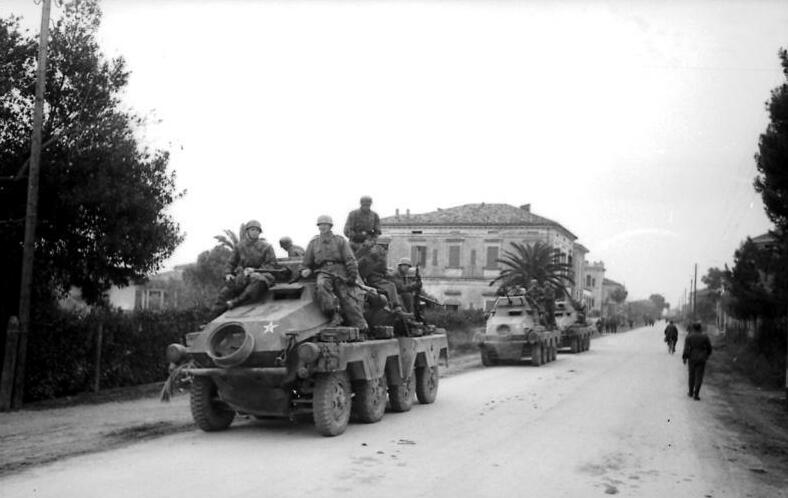
Fallschirmjäger a bordo di un autoblindo Sd.Kfz. 231 8 rad, appartenente alla 16. Panzer-Division e in marcia verso il fronte

Diversi ufficiali riconobbero che l'apparente mancanza di coordinazione tra le operazioni della 5th Army e dell'8th Army (al 9 settembre Montgomery era ancora a Nicastro, circa 320 chilometri da Salerno) forniva un'occasione per sferrare un duro colpo agli Alleati, e Kesselring osservò che «i piani alleati dimostrano sempre che la preoccupazione dominante [...] era di garantirsi il successo al cento per cento, il che li portava a ricorrere a sistemi e mezzi ortodossi». Queste valutazioni lo convinsero definitivamente a confermare l'ordine al generale von Vietinghoff di tralasciare la Calabria e di concentrare i propri uomini e mezzi a Salerno. A reggere l'urto iniziale degli anglo-americani sarebbe stata la 16. Panzer-Division, con una consistenza di circa 17000/20000 uomini, 104 carri armati e 700 mitragliatrici. La divisione, appena annunciato l'armistizio, assunse il controllo delle postazioni difensive offerte dalla zona salernitana; il generale Sieckenius provvide quindi a suddividerla lungo la valle del Sele in quattro kampfgruppe (ognuno con il nome del proprio comandante) intervallati tra loro di circa 10 chilometri, per coprire il fronte del golfo da Salerno a nord ad Agropoli a sud. Utilizzando anche le armi sottratte alla 222ª Divisione costiera italiana messa fuori causa, i tedeschi eressero otto capisaldi fortificati per appoggiare l'azione dei reparti, larghi 400 metri ed equipaggiati con palizzate, armi automatiche, mortai, cannoni pesanti e circondati da campi minati. Furono inoltre allestite posizioni d'osservazione su monte Soprana, che consentirono di godere di un'ottima visuale sulle spiagge e sul mare antistante e di poter indirizzare con precisione il tiro dell'artiglieria: ciò diminuì l'efficacia delle cortine fumogene pur stese dagli Alleati.
In aiuto di Sieckenius avrebbero potuto convergere altre quattro divisioni della 10. Armee, tutte dislocate nelle immediate vicinanze del golfo e pronte a essere impiegate non direttamente sulle spiagge – l'artiglieria imbarcata alleata aveva dimostrato la propria letalità già in Sicilia – bensì nell'entroterra, sfruttando le posizioni più elevate. Il XIV. Panzerkorps (General der Panzertruppe Hermann Balck) ricevette il comando di schierarsi contro le forze del X Corps britannico mentre il LXXVI. Panzerkorps (General der Panzetruppe Traugott Herr) avrebbe ingaggiato gli statunitensi a sud del Sele; i relativi movimenti non furono però ben organizzati. Infatti, se la Fallschirm-Panzer-Division 1 "Hermann Göring" ed elementi della 1. Fallschirmjäger-Division e della 15. Panzergrenadier-Division (schierata a nord sul golfo di Gaeta, ma a corto di mezzi corazzati) cominciarono a spostarsi nella notte tra il 9 e il 10, le altre due unità impiegarono più tempo: la 29. Panzergrenadier-Division rimase ferma due giorni nei pressi del golfo di Policastro per penuria di carburante e alla 26. Panzer-Division servì una settimana per raggiungere Salerno, dopo aver svolto azioni di retroguardia contro la 1st Canadian Division e oltretutto priva della sua componente blindata, lasciata a Roma. Kesselring decise in ultimo di abbandonare la Corsica: grazie all'azione decisa del tenente generale Fridolin von Senger und Etterlin, oltre 30000 uomini con tutto il loro equipaggiamento (compresa l'esperta 90. Panzergrenadier-Division) furono traghettate senza incidenti sul continente italiano e si riorganizzarono nei pressi di Pisa, sebbene non in tempo per affluire in Campania.

## Svolgimento della battaglia

### Gli sbarchi
(Dichiarazione di Albert Kesselring trascritta sul diario dell'OKW in data 29 agosto 1943)

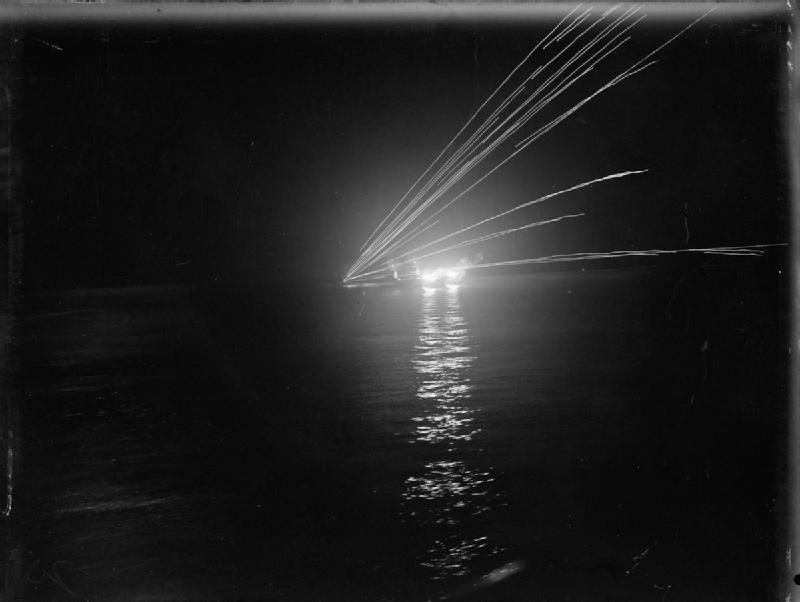
Il fuoco di contraerea della nave da battaglia Warspite, durante le fasi notturne degli sbarchi

Le forze tedesche schierate in Italia continentale erano all'erta da giorni, in attesa di uno sbarco alleato; quando l'assalto anfibio divenne certo, alle 14:00 dell'8 settembre il comando della 16. Panzer-Division trasmise a tutti i sottoposti il messaggio di preallarme «operazione Feuerbrunst», seguito alle 16:30 da un secondo annuncio «Attenzione operazione Orkan», che comunicava che il convoglio alleato era ormai in vista. La pattuglia corazzata da radio ricognizione del sottotenente Rocholl, in pattugliamento nell'area di Salerno, inviò alcuni distaccamenti a Castellammare e Vietri: meno di quattro ore dopo fu annunciata la capitolazione italiana. La notizia fu subito appresa dal corpo di spedizione anglo-statunitense e suscitò una grande ondata d'ottimismo, a stento arginata dagli ufficiali. Nello stesso momento i genieri tedeschi fecero brillare il molo di Salerno e le postazioni disertate o sgomberate dagli italiani furono occupate. Poco prima della mezzanotte del 9, la flotta d'invasione si dispose a meno di 20 chilometri dal litorale; radunava complessivamente 642 navi distribuite su oltre 1500 chilometri quadrati. Il generale Clark assunse a tutti gli effetti il comando delle operazioni, diede l'avvio alle procedure di preparazione allo sbarco e, alle 02:00, trasmise ad Alexander: «Arrivato zona trasbordo come stabilito. Barche calate in mare e ora in posizione. Mare calmo. Sbarco previsto in orario». Alle 03:30, all'estrema destra dello schieramento, i battaglioni d'assalto della 36th Division sbarcarono senza alcun fuoco preparatorio d'appoggio sulle quattro spiagge designate nella zona di Paestum, sperando di cogliere i difensori di sorpresa. Tuttavia i tedeschi spararono razzi illuminanti e poterono subito aggiustare il tiro di mitragliatrici, mortai e di alcuni ben piazzati cannoni FlaK da 88 mm; misero anche in azione un altoparlante che trasmetteva il messaggio in inglese: «Venite avanti e arrendetevi. Siete sotto tiro!». Le prime ondate si susseguirono a distanza di otto minuti l'una dall'altra, ma il fuoco dei difensori si mantenne assai intenso e presto le spiagge furono ingolfate di uomini, cadaveri, mezzi e relitti. In alcuni momenti il fuoco dell'artiglieria fu così fitto da costringere i mezzi da sbarco a tornare indietro senza aver scaricato gli uomini per ritentare in un altro punto del litorale.
Gli artiglieri tedeschi appostati fra le mura di Paestum facevano fuoco con continuità e, dai granai e da ogni edificio vicino alla costa, i carri armati sparavano ad alzo zero contro le truppe che riuscivano a inoltrarsi tra le dune appena dietro le spiagge. Alle prime luci dell'alba comparvero gruppi di aerei della Luftwaffe, che compirono mitragliamenti e lanci di bombe contro le truppe sulla spiaggia e contro gli LST al largo; queste incursioni si confermarono presto la minaccia peggiore e ne è rimasta testimonianza negli scritti del corrispondente di guerra John Steinbeck, imbarcato su una nave della flotta d'invasione: «Quando si accende la luce rossa dell'allarme aereo, i cacciatorpediniere cominciano a muoversi in cerchio intorno alle navi più grosse, eruttando un fumo biancastro e soffocante che puzza di zolfo. Continuano a serpeggiare avanti e indietro fino a nascondere l'intera flotta con la loro nebbia artificiale. [...] Poi attraverso il fumo, si cominciano a sentire i tonfi sordi delle bombe. [...] E le esplosioni delle bombe squarciano l'acqua e raggiungono la nave. Le senti vibrare sotto i piedi». Nella confusione decine di LST rilasciarono le truppe in settori sbagliati ma più tranquilli, molti soldati rimasero separati dalle loro armi d'accompagnamento e le comunicazioni in molti casi furono difficili, sia per la perdita dell'equipaggiamento sia per l'intenso fuoco tedesco. Ciononostante alcune unità riuscirono ad avanzare nell'entroterra, a superare i reticolati e ad annientare alcune delle posizioni tedesche: il primo obiettivo degli statunitensi era la linea ferroviaria che correva parallela alla costa. Alle 06:00 i DUKW riuscirono a sbarcare le prime armi pesanti, gli obici M114 da 155 mm del 133º e del 151º Battaglione d'artiglieria campale, mentre i bulldozer iniziavano ad aprire varchi per i mezzi corazzati attesi sulle spiagge.

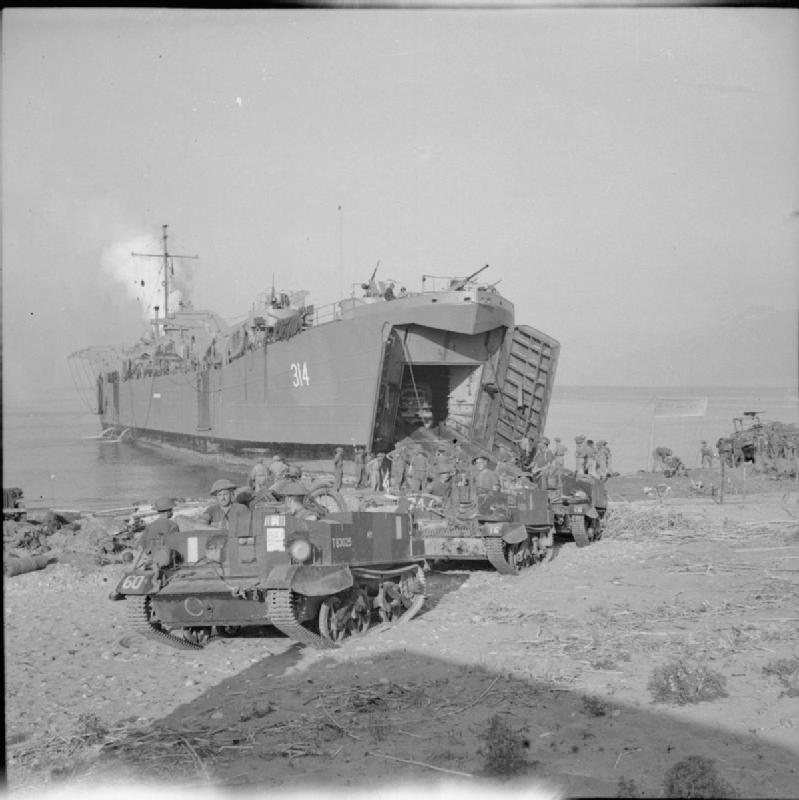
Un LST sbarca il suo carico di uomini e mezzi, precisamente Universal Carrier, sulle spiagge di Salerno

Nel settore settentrionale i commando britannici e i ranger statunitensi, guidati dal tenente colonnello William Darby, riuscirono a prendere di sorpresa le difese nemiche e si impadronirono delle alture vicino a Maiori, che servirono come pilastro per il fianco sinistro dello schieramento. Dato che aveva incontrato scarsissima resistenza, Darby mandò avanti il 1st e 2nd Battalion alla volta del valico di Chiunzi, sulla sommità della dorsale montuosa che sovrasta la penisola di Sorrento, e tenne il 3rd Battalion sulla costa. Il terreno accidentato e la vegetazione rallentarono l'avanzata, ma poco dopo il sorgere del sole le avanguardie dei ranger raggiunsero la sommità e si trincerarono, a circa 1,5 chilometri dalla gola di Nocera: qui furono raggiunti dal grosso dei battaglioni e Darby si mise in contatto con il generale Clark (scavalcando la catena di comando che gli imponeva di riferire al generale McCreery) comunicandogli il successo della missione. I ranger, in realtà, si trovavano nella posizione sbagliata, dato che i rinforzi tedeschi destinati alla testa di sbarco si diressero per Salerno proprio attraverso la gola di Nocera ed evitarono il valico. Darby quindi, peraltro privo delle armi pesanti necessarie ad affrontare le forze corazzate nemiche, fu costretto a rimanere inattivo e limitarsi a osservare le truppe tedesche dirette al fronte, di fatto non completando la propria missione.
Alla destra dei ranger, i commando britannici riuniti nella "Layforce" sbarcarono a Vietri sul Mare, circa 11 chilometri a est di Salerno. A nord di questo villaggio si trovava Cava de' Tirreni e la gola, o valle, di Molina, che era il loro obiettivo principale: conquistandolo avrebbero dovuto impedire alle truppe tedesche di utilizzare il valico che da Cava portava a Vietri attraverso la gola; inoltre erano stati incaricati di occupare il ponte stradale che scavalca la gola che, se distrutto dai tedeschi, avrebbe imbottigliato la testa di ponte e isolato i ranger a Nocera. I britannici, tuttavia, s'imbatterono in un'ostinata opposizione a Vietri che provocò svariate perdite e che fu replicata dai tedeschi anche nell'entroterra. Giunti con difficoltà nella gola di Molina si resero conto che i tedeschi erano trincerati in posizioni ben difese e che continuavano a ricevere rinforzi, dato che i ranger non riuscirono a bloccare il varco di Nocera. L'equipaggiamento leggero dei commando era inoltre insufficiente per sostenere una lunga battaglia difensiva e l'unico supporto su cui potevano contare per scacciare i tedeschi dalla gola, ossia i mezzi corazzati della 46th Division, tardava ad arrivare.

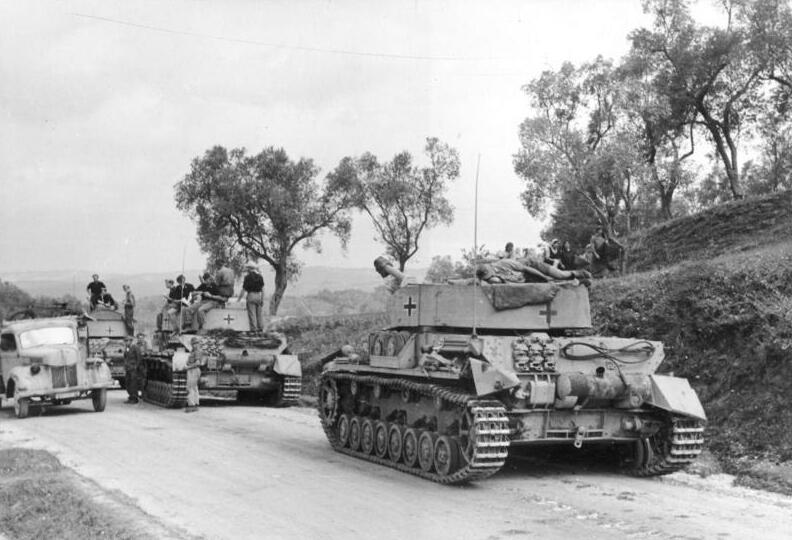
Panzer IV della 16. Panzer-Division in Italia meridionale, nella tarda estate 1943

La 46th e la 56th Division sbarcarono alla destra della "Layforce" in due punti fiancheggianti l'aeroporto di Montecorvino, distante poco meno di 5 chilometri, e verso Battipaglia. In questo settore i britannici sfruttarono un intenso bombardamento preparatorio e riuscirono, così, a disarticolare in parte le difese tedesche. I soldati della 46th Division furono comunque accolti dal violento fuoco del Panzergrenadier-Regiment 64, che li costrinse a combattere metro per metro e a richiedere l'appoggio dell'artiglieria navale; si trattò di un caso isolato, perché la resistenza sulle spiagge fu globalmente saltuaria. Fu la conquista di Salerno a essere ritardata dalle efficaci azioni di retroguardia e dalle demolizioni, e la città dovette essere conquistata casa per casa: ciò rallentò i mezzi della 46th Division che avrebbero dovuto ricongiungersi con i commando a Vietri e Cava, e solo nel tardo pomeriggio un reparto di fanteria raggiunse le truppe speciali. Alla 56th Division non andò meglio a causa dell'estrema difesa tedesca delle piste aeroportuali; i reparti dei "Royal Hampshire" incaricati di impossessarsi dell'aeroporto (chiave per un immediato appoggio aereo tattico alla testa di ponte) dopo molti attacchi e contrattacchi non riuscirono nell'intento. Battipaglia, posta all'incrocio delle due fondamentali strade statali, la n. 18 e n. 19, fu occupata ben presto dal 9th Battalion "Royal Fusiliers" che tuttavia, pericolosamente esposto all'artiglieria tedesca e senza l'appoggio dei mezzi corazzati, fu costretto alla difensiva. Al termine della giornata il X Corps aveva portato a terra circa 23000 uomini, 80 carri armati, 235 cannoni e circa 2000 veicoli di ogni tipo. In ogni caso il generale McCreery non riuscì a raggiungere la prevista linea che avrebbe dovuto passare per Salerno, l'aeroporto di Montecorvino, i valichi che conducevano fuori dalla pianura, Battipaglia e il nodo stradale di Eboli.

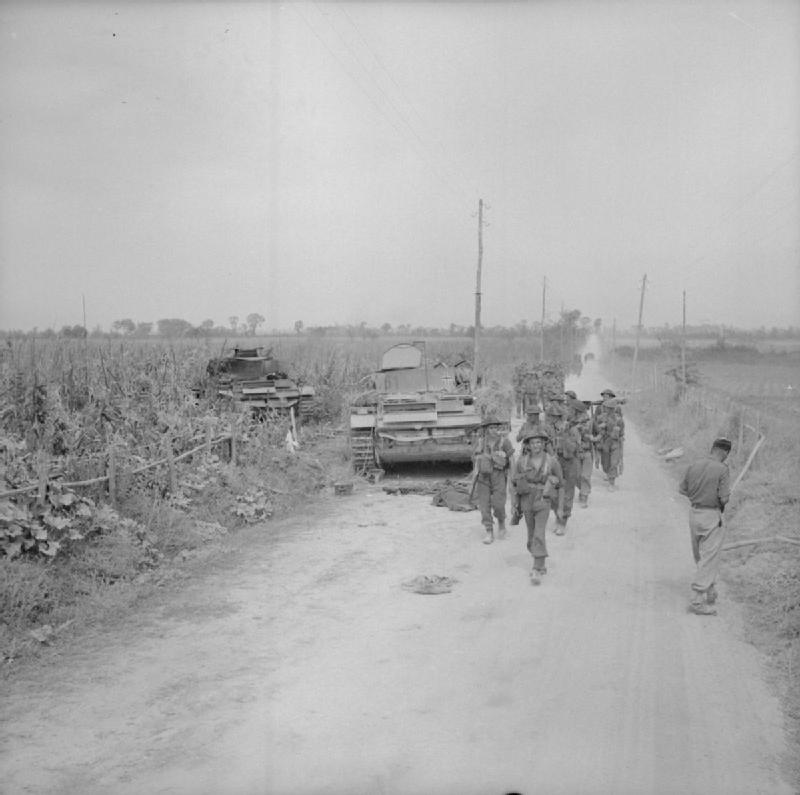
Truppe britanniche superano due panzer messi fuori combattimento nei pressi di Fasanara

Nel settore statunitense il generale Sieckenius aveva appostato due compagnie di fanteria meccanizzata che, a dispetto dell'inferiorità numerica, riuscirono a inchiodare i texani della 36th Division sulle spiagge e a contenere con successo le puntate offensive verso l'interno. Solo verso le 09:00 gli statunitensi riuscirono ad abbattere le linee tedesche grazie all'intervento dei pezzi da 381 mm del monitore HMS Abercrombie e delle bordate da 152 mm degli incrociatori leggeri USS Philadelphia e USS Savannah. Le navi si erano potute avvicinare solo dopo che i dragamine, in seguito a ore di laboriosa attività, erano riusciti a bonificare un canale attraverso i campi minati; le navi da guerra poterono portarsi, in tarda mattinata, ad appena un centinaio di metri dal litorale e colpire con precisione i panzer. La flotta d'invasione incontrò tuttavia altri problemi. Il dragaggio delle mine nel settore statunitense era stato effettuato in modo sbagliato ed era stato rallentato dalle incursioni della Luftwaffe; persino l'imbarcazione con a bordo il generale Walker aveva circuitato per cinque ore a circa 20 chilometri dalla costa, potendo far scendere l'ufficiale a terra solamente intorno le ore 08:00. Walker poté constatare come l'assenza di mezzi corazzati alleati incoraggiasse i tedeschi a lanciare, nel corso della giornata, contrattacchi sempre più frequenti, anche se spesso scoordinati e privi di consistenza. Secondo lo storico Morris, se queste azioni fossero state gestite al meglio la testa di ponte statunitense si sarebbe trovata in seria difficoltà: entro sera, invece, le truppe della 36th Division si erano insediate più o meno saldamente, sebbene solo due delle quattro teste di ponte erano in grado di accogliere i mezzi da sbarco.
Il piano di battaglia degli Alleati per il 9 settembre era comunque parzialmente fallito, poiché aveva previsto entro la fine del D-Day il ricongiungimento tra gli anglo-americani lungo il fiume Sele; al contrario, i due corpi d'armata erano separati da un varco che arrivava fino al mare e che, in certi punti, misurava circa 16 chilometri. La prevista, fulminea occupazione di Napoli andò in fumo già nelle prime ore dell'operazione anfibia a causa dell'inaspettata resistenza tedesca, e l'operazione Slapstick, che in teoria avrebbe dovuto distogliere parte della 10. Armee da Salerno, non raggiunse lo scopo: la 1st Airborne Division sbarcò a Taranto incontrastata, dato che il generale von Vietinghoff aveva accordato la massima priorità al pericolo profilatosi a Salerno con l'intenzione di spazzar via la testa di ponte. In campo alleato il generale Clark, comunque, giudicò la situazione nel complesso ancora buona e considerò il varco lungo il Sele come un fattore «non troppo serio» – anzi dava per assodato che le spiagge fossero saldamente in mano alle sue truppe che, appena possibile, avrebbe mosso sia per ricucire la breccia tra i due corpi d'armata, sia per lanciare una puntata sul terreno collinare allo scopo di marciare subito verso Napoli. Egli era in realtà fin troppo ottimista, ridimensionò la criticità del corridoio del Sele e si lasciò attirare verso posizioni elevate, concedendo un considerevole vantaggio ai tedeschi.

### La battaglia per la testa di ponte

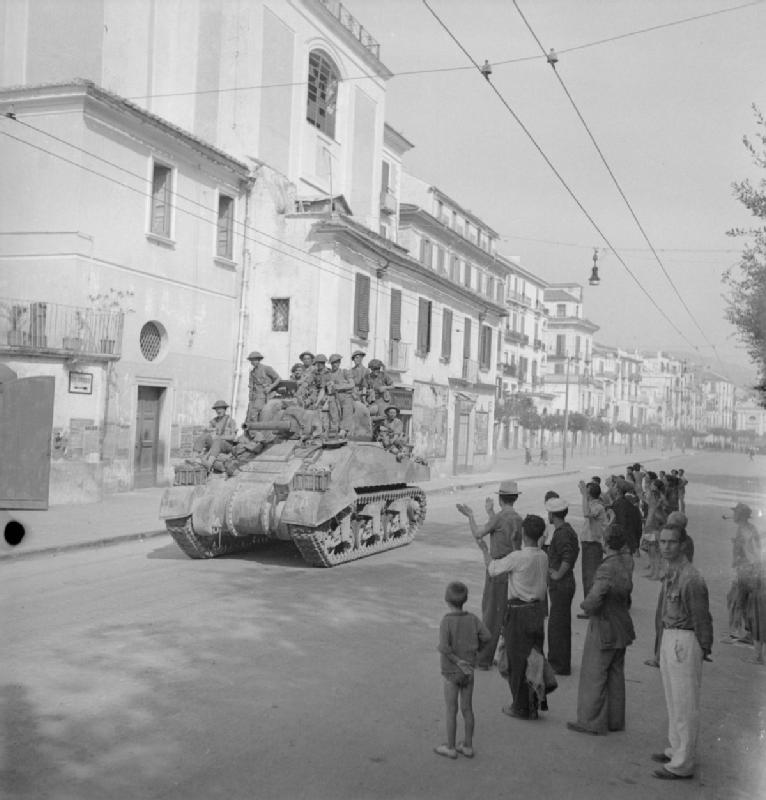
M4 Sherman britannici in marcia nelle vie di Salerno, accolti dalla popolazione

Il giorno 10 fu subito chiaro che il grosso delle forze tedesche era stato ammassato contro il X Corps che, infatti, nel tentativo di spingersi da Salerno verso la statale n. 18 e di lì verso Napoli, incontrò una grossa resistenza. Gli statunitensi, invece, furono in grado di avanzare più in profondità e di occupare un importante gruppo di colline tra Altavilla e Ogliastro Cilento, zona abbandonata dalle forze tedesche a seguito dei falliti contrattacchi del giorno precedente. I tedeschi però controllavano ancora il corridoio formato dai fiumi Sele e Calore, che conteneva l'obiettivo principale del 179th Regiment della 45th Division – Ponte Sele, punto nodale per il transito lungo la statale n. 19.
Al mattino il generale Clark scese a terra per decidere dove sbarcare il 157th RCT che costituiva la riserva galleggiante, per comunicare di persona con i comandanti e ispezionare la testa di sbarco. Il generale Walker gli fece sapere che la situazione era «sotto controllo»; la breccia tra i due corpi non era stata colmata, ma i tedeschi sembrava si stessero ritirando e la discesa a terra del 179th Regiment procedeva spedita. Clark si recò quindi dal generale McCreery, che al contrario gli fornì un quadro assai più fosco e pessimista: le truppe britanniche si trovavano in difficoltà crescente, l'aeroporto di Montecorvino non era ancora stato messo in sicurezza e quella stessa mattina i tedeschi avevano contrattaccato a Battipaglia, dove la manifattura tabacchi era divenuta fulcro del combattimento in quanto vi era rimasto confinato il 9th Battalion "Royal Fusiliers". Nel corso della giornata il reparto, rimasto senza pezzi contraerei messi fuori uso dal tiro dell'artiglieria tedesca, dovette sostenere una serie di contrattacchi lanciati dalla 26. Panzer-Division e da unità di paracadutisti; supportati da nuclei di Panzer IV, i tedeschi penetrarono nelle linee britanniche e fecero centinaia di prigionieri. Il 3rd Battalion delle Coldstream Guards allestì una controffensiva che, tuttavia, fu rintuzzata dalle truppe tedesche, un fallimento che segnò il destino del 9th Battalion. Nel frattempo, dinanzi alle ulteriori preoccupazioni di McCreery per la situazione dei ranger del maggiore Darby e per il mancato ricongiungimento tra i due corpi della 5th Army, Clark e il sottoposto concordarono di utilizzare i due battaglioni del 157th Regiment per tappare la breccia e di spostare il 143rd Regiment (36th Division) verso Maiori, a supporto di Darby.

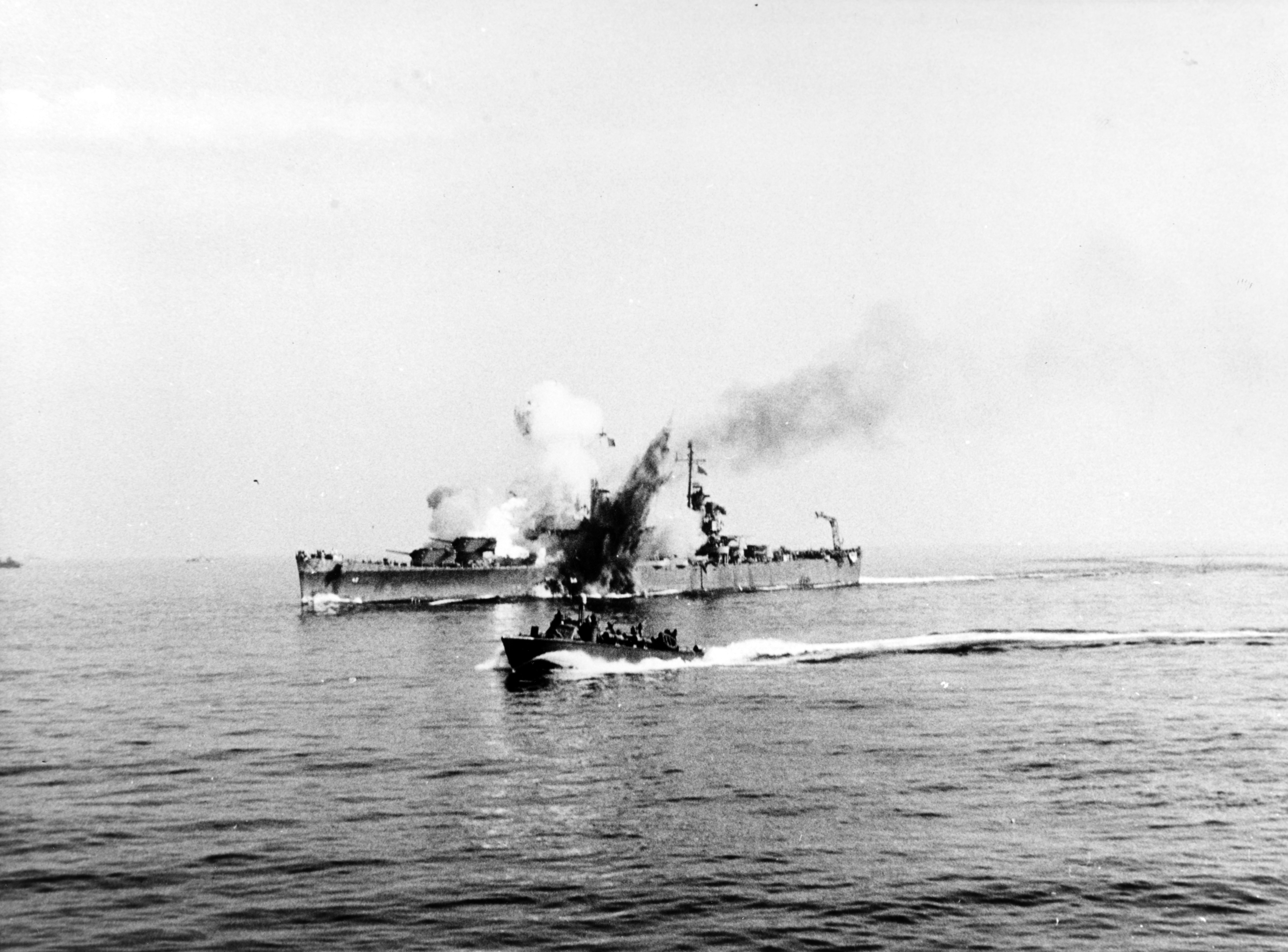
Il Savannah è colpito da una bomba planante tedesca la mattina dell'11 settembre: la fotografia è stata scattata dallAncon

Alle 13:00 circa Clark tornò sull'Ancon e da lì comunicò al generale Alexander: «Rientrato ora da ricognizione personale settore VI Corps. Situazione buona». Inaspettatamente, giunto sulla nave, Clark apprese però che il 157th RCT era già stato sbarcato a sud del Sele, nel settore statunitense. L'ammiraglio Hewitt gli spiegò che aveva ricevuto ordine dal quartier generale alleato ad Algeri di liberare le navi, destinate ai porti britannici in preparazione all'operazione Overlord; dato che il comandante dell'armata era assente, egli aveva dovuto piegarsi alla richiesta: solo all'alba successiva il 157th RCT riuscì ad arrivare nel settore britannico. Il 143rd RCT, addirittura, impiegò quasi tre giorni per arrivare a Maiori.
Sebbene Clark avesse effettuato alcuni spostamenti tattici corretti, non era ancora convinto che i tedeschi avrebbero contrattaccato e considerava McCreery troppo pessimista. Ordinò quindi a Walker di portare le sue truppe sulle colline circostanti, sulle cui pendici rimasero comunque inchiodate dall'ostinata resistenza tedesca, specialmente nei pressi di Altavilla, e tralasciò ancora il corridoio del Sele. Poco prima della sera il 179th RCT mosse lungo Persano verso Ponte Sele, ma qui incappò in uno dei diversi contrattacchi che il generale Sieckenius aveva organizzato proprio sul finire della giornata; scontri feroci si verificarono anche all'aeroporto di Montecorvino e Battipaglia, nel settore britannico, e nuovamente ad Altavilla. I combattimenti proseguirono fino al giorno successivo, quando divenne chiaro che la battaglia per Salerno si sarebbe giocata lungo il perimetro della testa di ponte.
L'11 settembre arrivò al comando del VI Corps il comandante generale Dawley, che era sbarcato con molte difficoltà a Paestum nella tarda mattinata precedente, dopo che la sua nave (la Funston) aveva dovuto affrontare diverse vicissitudini a causa delle incursioni della Luftwaffe: benché le forze aeree anglo-americane fossero superiori per qualità e quantità, la Luftwaffe aveva il vantaggio di operare da basi a ridosso della zona di combattimento e, solamente tra il 10 e l'11 settembre, aveva compiuto 450 sortite contro la testa di sbarco, provocando perdite significative. Il 10 settembre ben quattro bombe erano state piazzate sul dritto di prua dell'ammiraglia Ancon che, con le sue antenne radio e la sua mole, aveva attirato l'attenzione degli aviatori tedeschi. Proprio la mattina dell'11 un ennesimo attacco della Luftwaffe vide l'impiego della nuova bomba planante Ruhrstahl SD 1400; diretta molto probabilmente contro l'Ancon, l'ordigno centrò invece la torre numero tre dell'incrociatore leggero Savannah, che si trovava a 400 metri a dritta: perforò la corazzatura ed esplose all'interno della nave, provocando gravi, estesi danni e molte perdite tra l'equipaggio. L'azione delle squadre controllo danni e l'allagamento di molti locali impedì che il deposito di munizioni esplodesse e il Savannah poté ripiegare a Malta per urgenti riparazioni. Intanto, al mattino, Clark aveva deciso di tornare sulla terraferma e di installare il proprio quartier generale vicino all'estuario del Sele, a Villa Rossa, abbastanza vicino al comando britannico ma, soprattutto, a distanza utile per controllare l'operato di Dawley: il generale nutriva forti dubbi nei confronti del sottoposto e pensava che avrebbe avuto bisogno di supporto se le operazioni non fossero andate secondo i piani. Entro fine giornata i tedeschi scacciarono i britannici da Battipaglia; a Ponte Sele, i reparti statunitensi comunicarono di essere sempre più esposti ad attacchi e bombardamenti avversari. Clark dispose con Dawley di spostare truppe da sud per far fronte alla pressione nemica nel settore nord lungo il Sele: la situazione era tale che Clark si risolse a tornare sull'Ancon, dove fu raggiunto dalla notizia che l'operazione Giant 2 era stata annullata e che, pertanto, Alexander gli aveva restituito il controllo dell'82nd Airborne Division.

### Il contrattacco tedesco

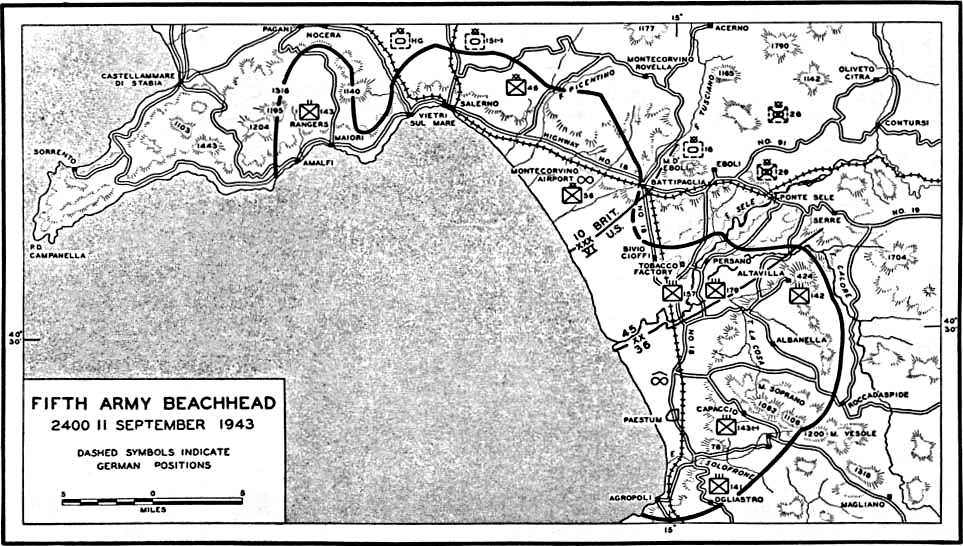
La situazione della testa di sbarco alle 24:00 dell'11 settembre

Nel frattempo il generale Montgomery non aveva affatto accolto i solleciti del generale Alexander per una rapida occupazione della Calabria e, anzi, l'11 settembre concesse due giorni di riposo alla 5th Infantry Division (giunta tra Nicastro e Catanzaro). Erano proprio il momento in cui i rinforzi tedeschi andavano radunandosi nelle strette valli a est di Salerno: il generale von Vietinghoff calcolò di poter circondare con cinque divisioni la testa di ponte non più tardi del 13, mantenendola sotto il tiro dell'artiglieria che avrebbe potuto raggiungere le crescenti migliaia di tonnellate di materiale anglo-americano scaricate sulle spiagge. Domenica 12 settembre von Vietinghoff comprese che un attacco in forze contro gli statunitensi avrebbe dovuto sfruttare il corridoio del Sele, che «puntava come un pugnale verso il cuore della testa di ponte», e avere così buone probabilità di successo. Una vittoria difensiva a Salerno avrebbe permesso di infliggere dure perdite agli Alleati e, soprattutto, procrastinare la prevista invasione attraverso la Manica.
Quello stesso giorno il generale Clark trasferì il comando della 5th Army nella testa di sbarco e si recò da Dawley, dove si rese subito conto della criticità della situazione. Il fianco destro sembrava sicuro, ma il centro preoccupava non poco il comandante: i granatieri tedeschi avevano occupato Altavilla e praticamente annientato il 142nd Regiment (ridotto a 162 uomini), mentre il corridoio del Sele (chiamato in codice "Bryan") era ormai in mano dell'avversario. Inoltre il 179th RCT era stato definitivamente ricacciato da Ponte Sele e i britannici erano stati respinti da Eboli e Battipaglia dalla 16. Panzer-Division. Solamente in giornata Clark si rese conto che se i tedeschi avessero seguito il fiume sino alla foce, avrebbero potuto aggirare sia il VI che il X Corps, spezzando la sua armata. Recatosi dal generale McCreery, Clark constatò che i britannici si dibattevano in pari difficoltà. Nella sola giornata dell'11 i tedeschi avevano fatto più di 1500 prigionieri che, sommati ai morti e ai feriti, portavano le perdite del X Corps a circa 3 000; la 56th Division, attaccata dai panzer, si era ritirata esausta su una nuova linea difensiva 3 chilometri a ovest di Battipaglia in direzione Persano, e addirittura i "Coldstream" si erano attestati a circa 600 metri dalla spiaggia: alcuni ufficiali, presi dal panico, avevano bruciato documenti e mappe. Clark tornò a Paestum e ordinò di trasferire immediatamente il posto di comando dalla foce del Sele a un boschetto nel settore del VI Corps; diede quindi istruzione a Dawley di rischierare la 45th Division a nord del fiume con due battaglioni all'estrema sinistra del settore, allungando la linea statunitense tra il Bivio Cioffi fino a Santa Lucia (alle porte di Battipaglia) con lo scopo di saldarsi col X Corps. Il comandante statunitense si premurò inoltre di inviare altre truppe a difendere Persano. Il generale Dawley, nel frattempo, aveva pianificato per la 36th Division un contrattacco per riprendere Altavilla, fedele alle tradizioni militari che consideravano il possesso del terreno sopraelevato la chiave per la vittoria.

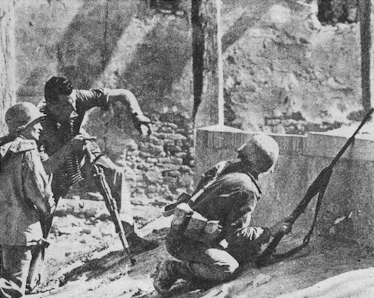
Soldati statunitensi in azione tra le macerie di Persano, punto focale degli scontri del 13 settembre

Tra i soldati premuti lungo il litorale di Salerno si diffuse presto la consapevolezza di trovarsi in una situazione critica, peraltro confermata dalle trasmissioni del BBC Overseas Service i cui bollettini descrivevano la battaglia come «disperata». Il paese di Persano si tramutò in uno dei fulcri dello scontro, poiché era situato proprio all'imbocco del corridoio tra i due corpi d'armata. Clark dispose che esso fosse tenuto a qualsiasi costo per salvaguardare il fianco del VI Corps; tuttavia, l'abitato era ancora in mano al malconcio 1st Battalion del 179th RCT e il generale non si oppose all'intenzione di Dawley di rioccupare Altavilla, ormai d'importanza secondaria nel quadro della battaglia. Le due divisioni statunitensi, con forze appena sufficienti per difendere il terreno già occupato, dovettero così presidiare un'area più vasta e, oltretutto, marciare in tre direzioni (Persano, Bivio Cioffi/Santa Lucia e Altavilla) per obbedire agli ordini; ciò provocò non poche tensioni tra i comandanti. Il generale Walker inviò a Persano il 2nd Battalion del 143rd RCT senza artiglieria pesante, né veicoli blindati o reparti specializzati, bensì solamente con le batterie campali che avevano avuto il compito di sostenere l'attacco ad Altavilla. Nelle prime ore di lunedì 13 settembre, con un attacco a sorpresa, fece irruzione nel settore di Persano un kampfgruppe supportato da una dozzina di Panzer IV e da truppe d'assalto a bordo di semicingolati. Gli statunitensi furono presi alla sprovvista e neppure ebbero l'aiuto dell'artiglieria navale, che in quel momento stava coprendo il ripiegamento della 36th Division dopo il contrattacco di Altavilla; il 1st Battalion del 142nd Regiment, infatti, aveva cercato di entrare nella cittadina, ma era rimasto inchiodato dalle precise salve dell'artiglieria tedesca e si era progressivamente frammentato, per poi disperdersi nella campagna. Ogni ulteriore idea di riprendere Altavilla fu abbandonata. Il generale Walker si assunse il compito di spostare le sue truppe e accorciare la linea, che fu ristabilita lungo il torrente La Cosa, poco più di un rigagnolo nel settore statunitense che scorreva parallelo al mare per circa 8 chilometri.
Nel corso dei combattimenti Clark si era spostato alla confluenza tra il Sele e il Calore, dove poté rendersi conto di persona dello sfacelo a Persano e della pericolosa penetrazione tedesca; con il binocolo poté osservare i blindati della 16. Panzer-Division, dispiegati a ventaglio sulla riva settentrionale del Calore, aprire il fuoco contro i depositi e le retrovie statunitensi, scatenando il panico. I reparti corazzati tedeschi, in superiorità numerica locale, erano a meno di 3 chilometri dal mare e minacciavano il quartier generale della 5th Army, tanto che il generale ordinò ai membri dello stato maggiore di portarsi sulla linea dei combattimenti. L'interdizione della breccia ricadde per lo più sulle unità d'artiglieria campale della 45th Division, poiché gli statunitensi non vollero rischiare danni collaterali richiedendo il supporto navale – tedeschi e americani, infatti, si fronteggiavano a meno di 2 chilometri, troppo poco per garantire un preciso tiro dalle navi. Gli obici M114 155 mm furono piazzati in posizione anticarro e tutti i pezzi di artiglieria disponibili furono ammassati nei punti di maggior pericolo, con l'ordine di sparare a oltranza contro i nemici; lo scontro si trascinò fino a sera, quando i panzer si ritirarono infine da Persano. Alcune ore più tardi, poco prima della mezzanotte, apparvero nei cieli del golfo decine di Dakota che iniziarono a lanciare i primi scaglioni del 504th Airborne Regiment (colonnello Reuben Tucker) della 82nd Division, rinforzi che Clark aveva richiesto quella stessa mattina.

### Clark considera il reimbarco

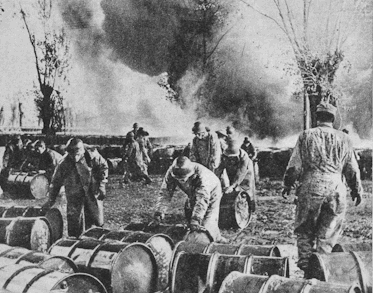
Uomini della 5th Army mettono in salvo i fusti di carburante sotto il fuoco tedesco

Sebbene rincuorato dall'arrivo delle prime unità aviotrasportate, Clark convocò in anticipo una conferenza con i suoi principali collaboratori per la stessa sera del 13, allo scopo di valutare la confusa situazione. Poco dopo le 19:30 i generali Dawley, Middleton, Walker e il capo di stato maggiore della 5th Army, maggior generale Alfred Gruenther, convennero all'incontro; Clark aprì la discussione esprimendo i propri timori che Salerno potesse diventare un'altra Gallipoli o un'altra Dunkerque e, da comandante d'armata, dichiarò di sentirsi in dovere di preparare piani per ogni evenienza, compresa l'evacuazione della testa di ponte. Egli, in realtà, mise i presenti di fronte al fatto compiuto, perché aveva già dato ordine allo stato maggiore di preparare due piani ("Sealion" e "Seatrain"): il primo prevedeva lo sgombero del VI Corps nel settore del X Corps, il secondo considerava il movimento contrario.

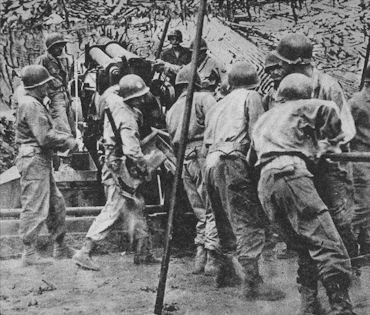
Artiglieri statunitensi all'opera su un obice M114 da 155 mm: queste artiglierie fornirono un contributo fondamentale per spezzare gli attacchi della 16. Panzer-Division

Le rivelazioni di Clark lasciarono esterrefatti i generali presenti e Dawley protestò ufficialmente, senza peraltro trovare alcun attenzione da parte del superiore. Walker si disse fiducioso che, se i tedeschi avessero mosso contro la linea del torrente La Cosa, si sarebbero trovati in posizione scoperta e vulnerabili al tiro concentrato dell'artiglieria; era così ottimista che collocò in riserva i primi reparti della 82nd Airborne Division, offertigli da Clark. Anche Middleton dette mostra di freddezza e ribadì che le posizioni della 45th Division a nord del Sele erano solide. Alla conclusione della riunione Clark, ancora dubbioso, continuò la progettazione dei piani di evacuazione, ma nessuno dei sottoposti si curò di attivarne le direttive e Middleton arrivò al punto di diffondere un ordine che avrebbe reso di fatto impossibile qualsiasi sgombero: «Mettete viveri e acqua dietro la 45ª. Resteremo qui». Alla riunione non era però stato invitato alcun rappresentante britannico, una dimenticanza dettata dalla concitazione del momento, tanto più grave se si tiene conto che i pianificatori stavano lavorando su Sealion. Solamente l'ammiraglio Hewitt fu informato della cosa, poiché il reimbarco avrebbe sottoposto a un grande sforzo logistico le risorse navali schierate dagli Alleati. Sbalordito, Hewitt trasmise le disposizioni perché tutte le operazioni di scarico sulle spiagge tenute dagli statunitensi fossero interrotte e richiamò l'Ancon da Algeri, dove si trovava, per la zona d'operazioni; convocò quindi il commodoro Geoffrey Oliver, l'ufficiale navale di grado più alto nel settore britannico, per informarlo del possibile reimbarco e dei piani generali: in particolare, domandò di utilizzare la nave comando britannica HMS Hilary per imbarcare Clark in caso di necessità prima dell'arrivo dell'Ancon. Oliver si mise in contatto con il generale McCreery per sottoporgli la questione e solo allora il comandante del X Corps venne a sapere delle intenzioni di Clark; sorpreso, inviò subito un dispaccio all'ammiraglio Andrew Cunningham, comandante superiore delle forze navali alleate a Malta, per chiedergli il suo appoggio allo scopo di bloccare quella che giudicava un'assurdità. Cunnigham ricevette anche un messaggio da Hewitt che richiedeva ulteriore supporto navale: la sera stessa le navi da battaglia Valiant e Warspite mollarono gli ormeggi e diressero per il golfo di Salerno, assieme alla Nelson e alla Rodney.

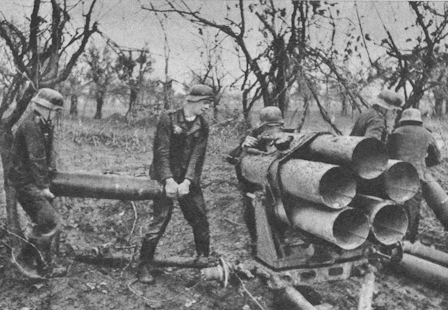
Operazioni di caricamento di un lanciarazzi Nebelwerfer (modello ignoto) schierato sul fronte di Salerno

La mattina del 14 settembre i tedeschi rinnovarono l'attacco contro il 179th RCT, a nord del Sele: verso le 08:00 dieci carri armati precedettero un battaglione di fanteria, ma questa volta lo slancio cozzò contro una riorganizzata difesa statunitense, forte di due battaglioni di fanteria integrati da carri armati e semoventi anticarro. I tedeschi continuarono a sondare il terreno alla ricerca di un qualche punto debole, ma rinunciarono dopo che i vari tentativi non avevano evidenziato alcun varco. Gli sforzi si concentrarono allora sulle posizioni occupate dal 157th RCT, ma l'attacco tedesco fu frustrato dal tiro dell'incrociatore Boise e fallì nuovamente. Il maggior generale Sieckenius, perciò, diresse ancora una volta i propri uomini contro la 45th Division, senza cogliere risultati tangibili. Le forze tedesche si riorganizzarono per oltrepassare il torrente La Cosa, tenuta dai reparti della 36th Division che, stavolta, godettero di un imponente fuoco d'artiglieria: l'attacco scattò a mezzogiorno e i soldati tedeschi furono decimati e tenuti a distanza dall'intenso cannoneggiamento, infine ripiegarono. Gli statunitensi sostennero altre due puntate offensive in giornata, respinte con successo. Nel settore britannico il generale McCreery, totalmente contrario all'idea di rinunciare alla testa di ponte, aveva tenuto la situazione sotto controllo e fatto sì che l'ansia non si diffondesse tra le sue unità; il fronte britannico non fu penetrato dai tedeschi. A sera iniziarono ad affluire i rinforzi della 82nd Division, un evento che suggellò l'ordine di Hitler (inoltrato nel pomeriggio del 14) di ripiegare da Salerno verso nord, attuando la strategia della terra bruciata. Il feldmaresciallo Kesselring comunicò le nuove disposizioni a von Vietinghoff, a sua volta già conscio che il momento per una vittoria era passato; preoccupato anche dalla progressione dell'8th Army, iniziò i preparativi per una ritirata combattuta.

### Consolidamento e rinforzi

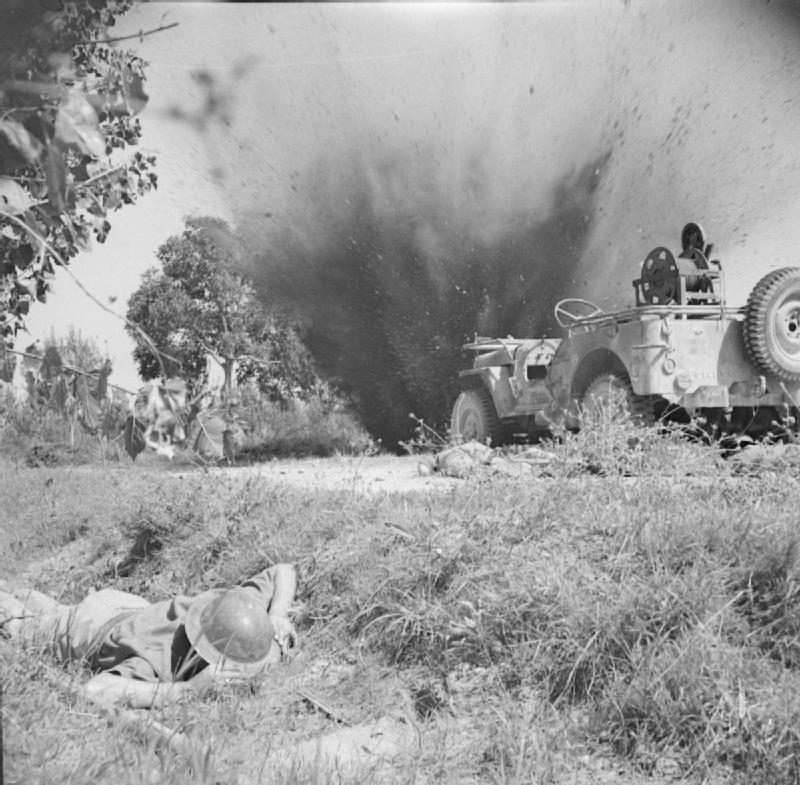
Soldati britannici cercano riparo dalle bombe di mortaio tedesche

Appresa la criticità della situazione, sempre il 14 settembre il generale Alexander aveva imposto a Montgomery di intervenire a Salerno il prima possibile, ignorando qualsiasi tipo di rischio. Quindi decise di visitare personalmente la testa di ponte: s'imbarcò sul cacciatorpediniere HMS Offa, richiamato dalla flotta di supporto. Prima di partire Alexander aveva contattato il tenente generale George Smith Patton, ancora in Sicilia con la Seventh United States Army, e aveva ottenuto che distaccasse la 3rd Infantry Division del maggior generale Lucian Truscott per irrobustire i ranghi della 5th Army. La macchina logistica britannica si mise in moto per far affluire dai campi di transito in Nordafrica i rinforzi per le divisioni britanniche a Salerno e, quella stessa sera, 120 Douglas C-47 Dakota/Skytrain lanciarono 2100 uomini del 505th Parachute Regiment statunitense nella zona a sud di Paestum, da dove furono trasferiti in fretta ad Agropoli come riserva. Più rischiosa fu la missione di lancio del 509th Regiment dietro le linee tedesche nei pressi di Avellino, una mossa che Clark sperava avrebbe intralciato la logistica tedesca; secondo lui, operando in piccoli gruppi, sarebbero riusciti ad attaccare efficacemente i convogli tedeschi diretti al fronte. Seicento uomini si lanciarono da 46 aerei su 25 km² di campagna, tuttavia è difficile dire se questa operazione ebbe qualche effetto. A posteriori, Clark valutò l'azione come un successo, al netto anche dei rischi possibili e della ferocia dei combattimenti: dichiarò che i raid dei paracadutisti «scompigliarono seriamente le comunicazioni germaniche» e che «la missione del 509th abbia dato grossi dividendi». Nelle spazio di due mesi, l'80% del reggimento era al sicuro nelle linee statunitensi.

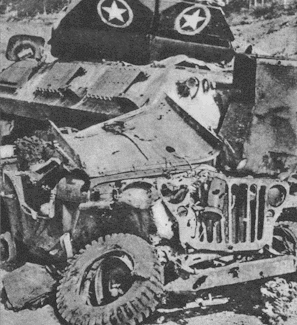
I relitti dell'invasione: una Jeep e un cacciacarri M10 Wolverine distrutti sulle spiagge

La notte del 14, dopo una pesante incursione aerea alleata a ridosso delle linee amiche per colpire le concentrazioni tedesche, Clark ricevette una lettera dal generale Eisenhower che lo informava della vasta operazione di rinforzo messa in atto in Africa e Sicilia per risollevare le sorti a Salerno: la mattina successiva giunsero Alexander e il maresciallo dell'aria Arthur Coningham. Intanto, provenienti da sud-est, arrivarono alcune jeep con a bordo corrispondenti di guerra britannici, ormai spazientiti dalla lentezza dell'avanzata di Montgomery; costoro percorsero in solitaria la distanza che li separava dalla testa di sbarco e si congiunsero con gli esploratori statunitensi a sud di Agropoli. Alexander si disse soddisfatto che la testa di sbarco avesse superato la crisi e, dopo aver annullato ogni piano di evacuazione, partì assieme a Clark in visita al generale Dawley e quindi da McCreery: gli alti ufficiali poterono osservare ancora duri scontri nel settore della 46th Division. Più che impressionato dalla lotta, Alexander espresse preoccupazione nei confronti di Dawley e, usciti dal posto di comando del VI Corps, rivolse a Clark queste parole: «Non voglio intromettermi nelle vostre faccende [...] ma posso dirle con certezza che quest'uomo è come una canna al vento e suggerisco che venga immediatamente sostituito». Il generale statunitense si disse consapevole della situazione e pregò Alexander di riferire a Eisenhower – una richiesta superflua, dato che quest'ultimo, dopo aver saputo che l'armata aveva passato il momento difficile, decise di far visita personalmente alla testa di ponte. Il 15 settembre vide altresì l'arrivo dei primi elementi della 3rd Division, della 7th Armoured Division britannica e, la mattina seguente, la 5th Army arrivò a contare circa 170000 uomini suddivisi in sette divisioni. Al contrario, il generale von Vietinghoff non aveva ricevuto alcun rinforzo e fu costretto a provvedere alla ritirata con quel che gli rimaneva. La superiorità alleata si era fatta addirittura schiacciante in fatto di mezzi blindati, perché alla ventina di carri ancora funzionanti delle divisioni di von Vietinghoff Clark poteva opporne 200. Il clima di distensione e la crescita del morale, in campo anglo-statunitense, furono guastati dall'atteggiamento del generale Montgomery, che sembrava del tutto indifferente alla drammaticità dell'operazione anfibia; dal 3 settembre aveva catturato appena 85 tedeschi, perduto 62 uomini e rinunciato a inseguire con qualche audacia l'avversario in piena ritirata. Solo durante il 15 telegrafò a Clark di essere ormai in procinto di arrivare, anche se in realtà si trovava ancora a 80 chilometri da Paestum.

### Gli ultimi combattimenti

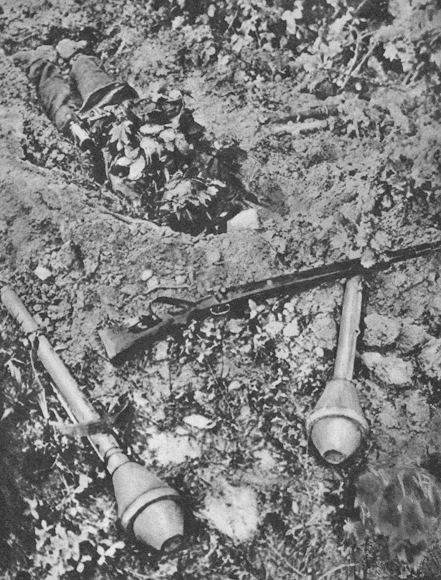
Un fante tedesco ucciso nella sua buca: notare in primo piano, accanto al fucile Mauser Karabiner 98k, due Panzerfaust per l'azione anticarro

In contemporanea alla battaglia tra i due eserciti si assisté ad alcune sollevazioni da parte della popolazione civile e di militari del Regio Esercito dopo l'armistizio dell'8 settembre, brutalmente represse dalle truppe tedesche: ad esempio, membri della divisione corazzata "Hermann Göring" commisero l'eccidio di Nola, costato la vita a diciotto tra soldati e civili italiani. La mattina del 16 settembre si verificò l'ultima controffensiva dei difensori: la 26. Panzer-Division uscì in forze da Battipaglia e imboccò la statale n.18 per congiungersi con la "Hermann Göring", ma il tentativo ebbe vita breve a causa della violenta reazione dell'artiglieria alleata, ormai divenuta preponderante; le colonne tedesche, scompaginate e con perdite, si ritirarono a metà mattinata. Quando arrivò nel pomeriggio del 17, il generale Eisenhower si trovò dinnanzi a una situazione relativamente favorevole e passò subito a visitare i comandi della 36th (dove era presente anche Dawley) e della 45th Division; completata l'ispezione, parlò a Clark e gli ordinò di sollevare Dawley dal comando del VI Corps, che fu affidato al maggior generale John Lucas. La destituzione e la nomina delusero profondamente il generale Walker, che si considerava il più logico sostituto di Dawley, e alimentarono i suoi sospetti nei confronti di Clark; questi fu poi informato dal maggior generale Ernest Harmon (comandante della 1st Armored Division) che la vicenda aveva avuto un effetto piuttosto deprimente sull'opinione degli altri generali, già rimasti perplessi per la sostituzione di cinque comandanti di battaglione.
Nel tardo pomeriggio di giovedì 16 settembre, intanto, von Vietinghoff aveva concluso che «non si poteva più sperare nel successo completo a Salerno». Il feldmaresciallo Kesselring, a sua volta, prese atto delle gravi perdite patite dalla 10. Armee e ne autorizzò la ritirata, purché il fiume Volturno, 35 chilometri a nord di Napoli, fosse tenuto almeno fino al 15 ottobre; i tedeschi avviarono la ritirata quella notte stessa, coperta da una retroguardia di 2500 uomini. La mattina del 18 un lungo convoglio tedesco si snodò su per la strada di Eboli, mentre reparti del genio e altri soldati si dedicavano con metodo a fare terra bruciata: si verificarono pesanti saccheggi di viveri, metalli preziosi, materiale rotabile, utensili, macchine da scrivere, automobili, autobus, persino di cuscinetti a sfera, torni e strumenti di misurazione. Le truppe requisirono o abbatterono cavalli e muli e bruciarono persino selle e zoccoli, sterminarono tutti gli ovini, i bovini e il pollame, sradicarono le traversine ferroviarie e demolirono le abitazioni lungo le strade, allo scopo di rallentare l'avanzata degli Alleati e togliere mezzi di sostentamento alla popolazione.
Nei resoconti tedeschi si può cogliere una relativa soddisfazione per i dieci giorni di battaglia a Salerno. Kesselring riferì a Berlino di aver catturato 3000 anglo-statunitensi, di aver inferto almeno 10000 perdite al nemico e reso gli invasori «incapaci di attaccare per molto tempo [...] Ma soprattutto quel per noi più conta è il tempo guadagnato, che ci consente di rimetterci in forze». Il generale Sieckenius giunse alla conclusione che i combattenti alleati non erano all'altezza dei tedeschi ed erano privi di «spirito offensivo», con una «dipendenza eccessiva dall'artiglieria [...] riluttanti al contatto ravvicinato»; e dello stesso parere si disse Hitler, che affermò: «Niente più invasioni per loro! Sono troppo vigliacchi. Sono riusciti a fare quella di Salerno soltanto perché gli italiani gli hanno dato la benedizione». Anche von Vietinghoff elogiò le sue truppe e, nei comunicati diretti a Berlino, precisò che la 10. Armee aveva fatto 5000 prigionieri e inflitto perdite gravissime.

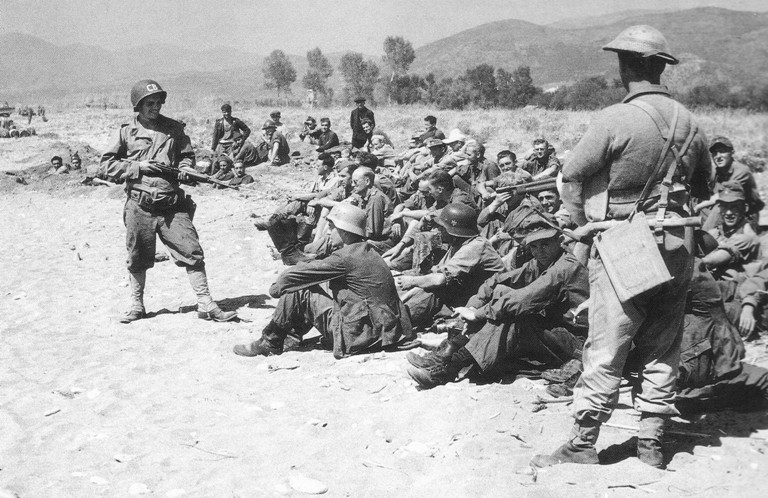
Prigionieri tedeschi sulle spiagge

Il 18 settembre il servizio informazioni della 5th Army confermò il generale ripiegamento dei tedeschi; pattuglie del 179th RCT attraversarono il corridoio e a fine giornata giunsero a Ponte Sele, mentre una pattuglia della 36th Division scese le colline sopra Altavilla e fu raggiunta da alcune autoblindo della 56th Division britannica: erano stati conquistati gli obiettivi stabiliti per il 9 settembre. L'8th Army, frattanto, stava percorrendo la statale n. 19 e il grosso era ubicato nei pressi di Montesano, circa 40 chilometri a sud del settore statunitense, ma nel pomeriggio precedente alcune pattuglie della 5th Division erano arrivate al quartier generale di Walker, per concordare il coordinamento della sospirata unione: i media britannici diedero gran risalto all'intervento dell'8th Army, sopraggiunta all'ultimo momento «come il 7º cavalleria», ma lo stesso maggior generale Francis Wilfred de Guingand, capo di stato maggiore di Montgomery, scrisse: «Alcuni vorrebbero credere [...] che fossimo stati utili o che avessimo salvato la situazione a Salerno» ma la verità fu che «il generale Clark aveva tutto sotto controllo prima che l'8ª Armata comparisse sulla scena». I rapporti tra i due alti ufficiali ne uscirono irrimediabilmente incrinati, perché Montgomery si considerò il salvatore e Clark si risentì profondamente nel vedersi assegnare, dalla propaganda britannica, un ruolo subordinato: egli, perciò, nel corso della campagna in Italia, puntò a promuovere la propria immagine in ogni modo. Il 18 settembre Montgomery inviò a Clark un messaggio nel quale si diceva lieto che le sue forze avessero raggiunto la 5ª Armata, al quale il generale americano rispose laconicamente: «Ricevuto suo messaggio. Non ho sentito niente», a riprova che il contatto delle due armate non aveva sortito alcun effetto sulla battaglia attorno alla testa di ponte.

## L'avanzata verso Napoli
Il generale Alexander tornò nella testa di ponte il 21 settembre per delineare a Clark la futura strategia del 15th Army Group: la 5th Army si sarebbe spinta verso Napoli, senza sostarvi, per attraversare di slancio il Volturno e avanzare sul versante occidentale degli Appennini; nel frattempo, l'8th Army avrebbe risalito il versante adriatico. L'avanzata su Napoli, però, si rivelò più difficoltosa del previsto a causa della pioggia e del fango e, inoltre, delle efficaci tattiche dilatorie implementate da Kesselring e dai suoi generali; piccole retroguardie di fanteria motorizzata, trincerate con abbondanza di armi automatiche sui pendii dominanti e supportate da nuclei di fucilieri sulle cime, costrinsero le forze alleate a compiere continue manovre d'aggiramento, che le esposero a improvvisi tiri dell'artiglieria campale tedesca. Lo stato del terreno e delle strade (molti ponti erano stati distrutti dai tedeschi) giocò a sfavore della logistica alleata completamente motorizzata, tanto che gran parte dei rifornimenti fu trasportata a dorso di mulo o dagli uomini, in un'area collinare oltretutto infestata da insidiosi campi minati: la loro bonifica fu difficile e costò uno stillicidio di perdite ulteriori. Nel corso di questa avanzata, il generale Montgomery fece visita a Clark per comunicargli che la vastità della zona d'operazioni dell'8th Army, unita agli ostacoli logistici, avrebbe consentito l'avanzata britannica verso gli aeroporti di Foggia solo dal 1º ottobre.

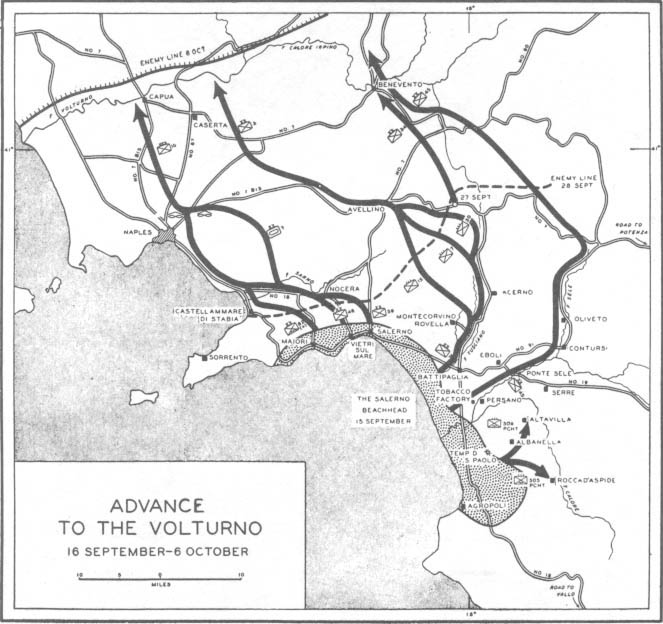
Le direttrici dell'avanzata alleata verso il Volturno

Il 28 settembre furono ultimati i preparativi della 5th Army per conquistare Napoli. I ranger del maggiore Darby, operanti lungo la dorsale Salerno-Sorrento, furono affiancati dall'82nd Division del generale Ridgway, che prese il comando di questa formazione con la quale entrò nella piana di Napoli; al contempo il X Corps penetrò a Castellammare di Stabia, sulla costa meridionale del golfo napoletano, e il 29 si aprì un varco sulle pendici del Vesuvio: l'avanzata alleata era stata però preceduta dalla popolazione di Napoli, che era insorta spontaneamente il 27. L'occupazione tedesca era stata particolarmente dura tra rapine, saccheggi e arruolamento forzato di tutti gli uomini abili nei battaglioni di lavoro e, dopo le prime sporadiche sparatorie, una parte importante dei cittadini aveva preso parte alla vasta ribellione. A giudizio dell'Office of Strategic Services, le cosiddette "quattro giornate di Napoli" costrinsero la Wehrmacht ad abbandonare la città un paio di giorni prima del previsto. Mentre si combatteva nella città, il 29 settembre Clark ricevette visita dal colonnello Frank Knox, che il presidente Roosevelt aveva inviato da Washington per complimentarsi con il generale e i suoi uomini; in seguito il generale Alphonse Juin, comandante del corpo di spedizione francese in procinto di entrare a far parte della 5th Army, raggiunse Clark: i due raggiunsero il fronte il 1º ottobre e percorsero con una colonna la statale n. 18 alla volta di Napoli, aspettandosi scontri in atto nella periferia, ma inaspettatamente giunsero senza intoppi fino a San Giovanni a Teduccio. Qui s'imbatterono nel generale Ridgway, che li informò dell'ingresso a Napoli delle avanguardie statunitensi; Clark, allora, salì su un autoblindo (senza Juin, le cui truppe non avevano partecipato ai combattimenti) e con una scorta di paracadutisti si avviò verso il centro della città. Egli si recò subito in piazza Garibaldi dove lo accolse il reggimento 1st King's Dragoon Guards del X Corps, che aveva toccato la città attorno alle 09:30 (la prima unità alleata a entrarvi): i reparti dell'82nd Airborne Division si assunsero subito compiti di ordine pubblico e sicurezza, coadiuvati dalla Military Police.
I tedeschi lasciarono la città in rovina. I genieri distrussero ogni impianto urbano e industriale; furono devastati acquedotti, fognature, fabbriche, mezzi di trasporto, depositi di carbone e fu minato un discreto numero di edifici e caserme (anche con bombe a tempo, che esplosero a distanza di diversi giorni dalla liberazione). Fu altresì data alle fiamme la biblioteca della Società Reale Italiana e il deposito di San Paolo di Belsito nei pressi di Nola, con le carte più preziose dell'Archivio di Stato di Napoli riguardanti la storia del Medioevo — un'immensa perdita storico-culturale. Il sabotaggio che, comunque e di gran lunga, ebbe più impatto sulle operazioni fu quello del capiente porto: già colpito dai bombardamenti aerei eseguiti dagli Alleati, i tedeschi avevano provveduto a ingolfarlo con l'affondamento di tutti i rimorchiatori e i natanti, la distruzione di tutti i montacarichi, delle gru, delle banchine e degli edifici intorno ai moli, fatti collassare in modo tale che li ostruissero. Il tocco finale all'opera di devastazione fu il piazzamento di mine e bombole d'ossigeno tra le macerie, che resero la riattivazione del porto un lavoro lungo, complesso e non esente da perdite.

## Bilancio, analisi e conseguenze
Lo sbarco e la battaglia del golfo di Salerno provocarono alla 10. Armee circa 3500 perdite, tra i quali 630 morti, contro gli 840 morti, 2002 feriti e 630 dispersi della controparte tedesca. Gli Alleati lamentarono un più elevato numero di vittime – circa 9000, delle quali 5500 tra le file del X Corps e 3500 nel VI Corps, per un totale complessivo di oltre 1200 morti. Nel dopoguerra il generale Clark riportò dettagliatamente le perdite britanniche, secondo lui pari a 531 morti, 1915 feriti e 1561 dispersi, e anche quelle statunitensi, valutate in 225 morti, 853 feriti e 589 dispersi: puntualizzò, comunque, che la maggior parte dei dispersi per entrambi i corpi d'armata tornò successivamente in linea. Secondo lo storico Morris il totale di perdite fu un poco superiore: per il X Corps parla di 725 morti, 2734 feriti e 1800 dispersi e, per il VI Corps, si discosta solo per i feriti, indicati in 835.
Lo sbarco a Salerno fu penalizzato da tutta una serie di errori e manchevolezze da parte alleata. Innanzitutto i generali Clark e Walker rinunciarono a qualsiasi tiro navale preparatorio nel settore statunitense, per preservare un presunto effetto sorpresa sui difensori tedeschi, al contrario consci dell'arrivo degli anglo-statunitensi. In secondo luogo la logistica della 5th Army non era stata particolarmente curata e, così, vennero a mancare mezzi da sbarco in congruo numero; si trattò di una debolezza che non solo ritardò le operazioni di approdo dei cruciali rinforzi, ma che fu amplificata dall'assenza di una qualche struttura portuale degna di tal nome: centinaia di soldati dovettero aiutare a scaricare sulla spiaggia equipaggiamento e materiali, esposti agli attacchi tedeschi. In terzo luogo la mancata occupazione dell'aeroporto di Montecorvino costrinse la 5th Army a fare affidamento o sulle portaerei di scorta britanniche (richiamate già il 10 settembre) o sugli aerei provenienti dalla Sicilia, tuttavia con una serie di ostacoli: la testa di ponte si trovava al limite del raggio operativo dei caccia sull'isola, mentre i Supermarine Seafire imbarcati potevano decollare solo con la portaerei lanciata alla velocità di 20 nodi e un vento di 10 nodi a favore. Gli incidenti aeronautici non furono rari e causarono un ulteriore assottigliamento della copertura aerea. Ancora, l'afflusso di rinforzi per la 16. Panzer-Division e le altre unità tedesche non fu ostacolato dai reparti ranger del tenente colonnello Darby, pur appostati tra Nocera e Vietri, ma senza alcun armamento pesante. Gli storici, infine, hanno sottolineato l'inefficienza della catena di comando, preda di personalismi e rivalità. Il generale Clark, ad esempio, si trovò nella non facile situazione di dover comandare due generali più anziani di lui, Walker (suo insegnante a West Point) e Dawley ("protetto" del capo di stato maggiore dell'esercito Marshall): quest'ultimo in particolare non godette mai della fiducia di Clark e, peraltro, dette prova di indecisione e confusione nei momenti critici dei combattimenti. Lo stesso comandante della 5th Army, d'altro canto, commise il grave errore di liquidare con superficialità il varco tra i due corpi d'armata: il 9 settembre comunicò infatti all'ammiraglio Hewitt: «Il varco non è una cosa molto grave». Nel dopoguerra Clark cercò di scagionarsi con la precisazione che egli, arrivato a terra il 10, trovò una situazione che ritenne abbastanza tranquilla, peggiorata solamente in seguito all'improvviso contrattacco tedesco nel settore del Sele.

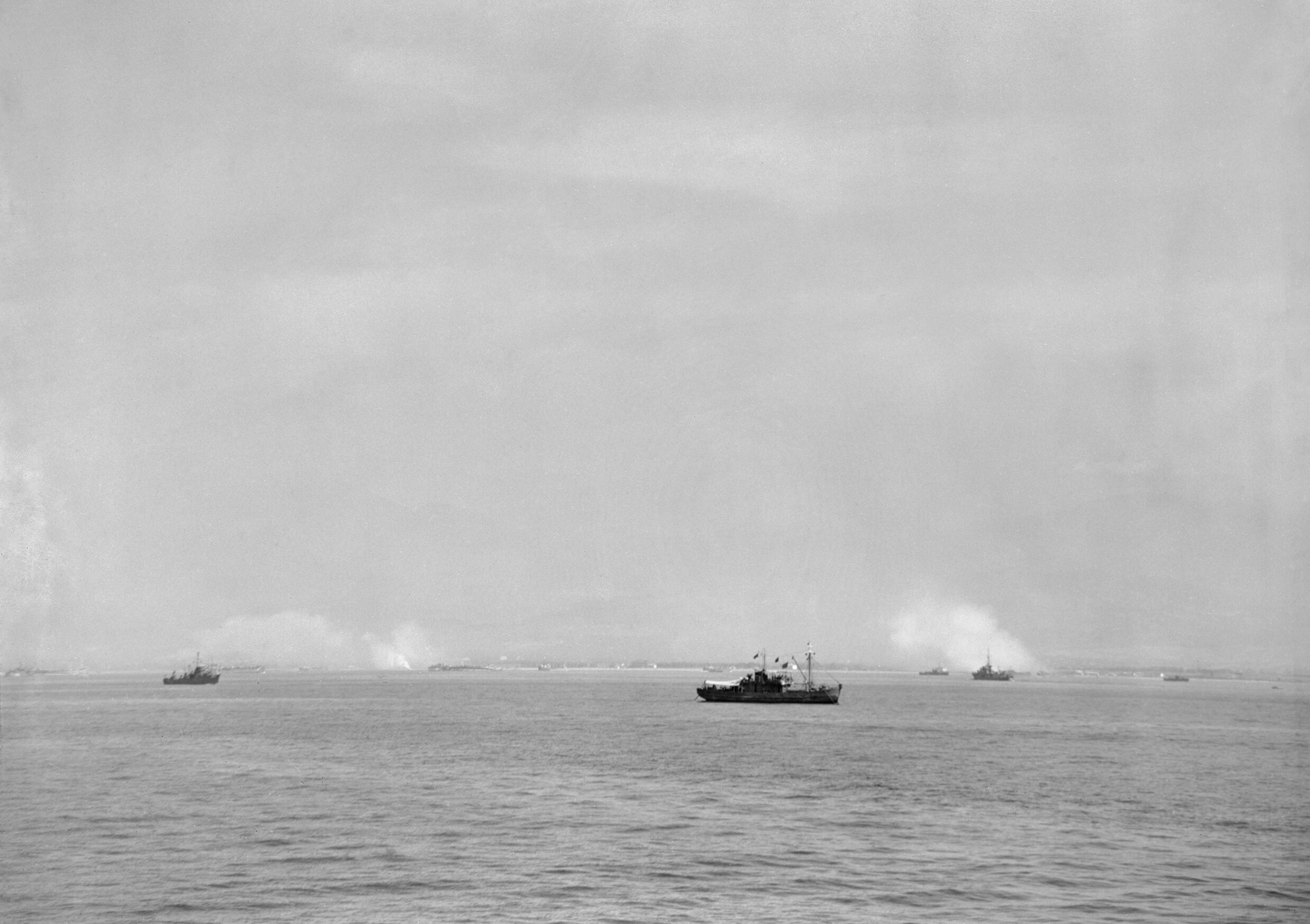
La flotta al largo di Salerno, durante una delle innumerevoli azioni di fuoco a supporto delle truppe

Il feldmaresciallo Kesselring indovinò correttamente che le caute operazioni dell'8th Army in Puglia e Calabria non rappresentavano una minaccia e poté concentrare tutte le riserve nell'area di Salerno: qui le forze di von Vietinghoff beneficiarono della manovra per linee interne, protette dalla conformazione collinare del territorio dietro alle spiagge scelte dagli Alleati. Secondo il suo capo di stato maggiore, il generale Westphal, gli Alleati evitarono una disfatta solo perché von Vietinghoff non beneficiò di un più massiccio arrivo di rinforzi: «quelle due divisioni [corazzate a Mantova], mandate in tempo, avrebbero volto a nostro favore la situazione a Salerno», una convinzione confermata a posteriori dal generale Jodl. Più verosimilmente i tedeschi, con forze terrestri più abbondanti, avrebbero potuto prendere contromisure più efficaci, ma di certo non avrebbero potuto ricacciare in mare le preponderanti forze alleate; certo è che, pur in stato d'inferiorità, riuscirono a contenere efficacemente le truppe alleate ed evitare un crollo subitaneo delle loro posizioni in Italia meridionale. La situazione dell'Oberbefehlshaber Süd era comunque precaria: la 10. Armee soffriva di importanti carenze comunicative, di carburante e i rincalzi che arrivavano a Salerno furono subito mandati in prima linea, impedendo la costituzione di una massa critica d'attacco. Due terzi dei panzer disponibili furono messi fuori combattimento entro il 12 settembre, tanto che in seguito la 10. Armee poté contare su appena 30 carri in buono stato. Soprattutto i tedeschi lamentarono da una parte la modestia delle proprie risorse aeronautiche, dall'altra lo strapotere dell'artiglieria campale e navale dispiegata dagli Alleati, che rendeva quasi impossibili le ricognizioni sul terreno (quelle aeree essendo ancor più aleatorie); fu così giocoforza, per Sieckenius e altri comandanti sul campo, concentrare gli assalti lungo il Sele, favorendo così la difesa anglo-americana. Lo storico Morris, in particolare, rileva come von Vietinghoff si ostinò a effettuare piccole scorrerie non coordinate, che coinvolgevano forze della quantità di un battaglione; a suo parere una più oculata gestione delle truppe gli avrebbe permesso di sopraffare la 36th Division, anche a fronte della superiorità aeronavale alleata. Nel dopoguerra, partecipanti di entrambi gli schieramenti riconobbero il peso determinante avuto dall'artiglieria imbarcata, appartenente comunque a incrociatori leggeri, cacciatorpediniere e monitori, più che alle navi da battaglia arrivate solo il 15 settembre – la HMS Warspite, anzi, fu colpita da una bomba planante SD 1400 il giorno successivo e lasciò il teatro operativo. Parimenti d'impatto fu l'azione dell'aviazione alleata, che si accanì su centinaia di obiettivi strategici e tattici, isolò l'area di Eboli e Battipaglia e arrivò a colpire anche singoli veicoli tedeschi.

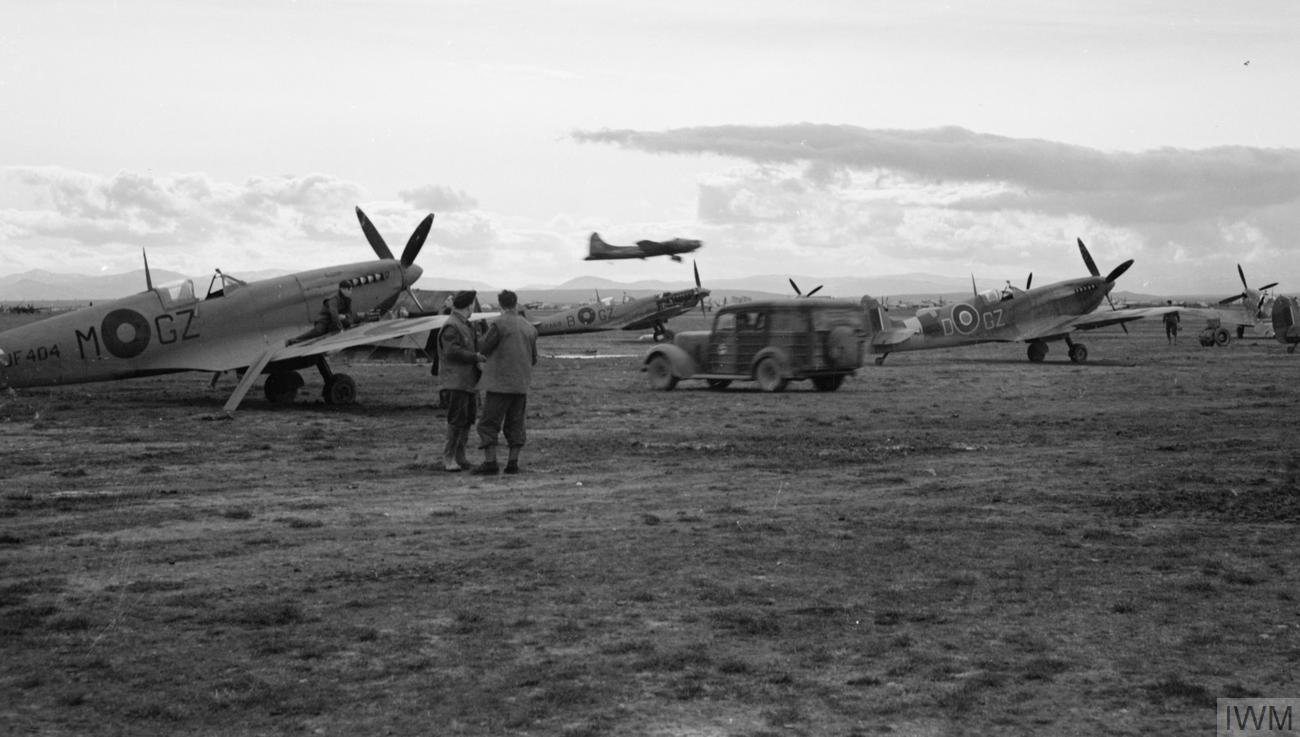
Una squadriglia di Spitfire a Foggia: il complesso di aeroporti attorno alla città rivestì grande importanza agli occhi degli Alleati

L'operazione Avalanche è stata criticata a livello strategico dal versante tedesco. Secondo il tenente generale von Senger und Etterlin, gli Alleati avrebbero fatto meglio a occupare la Sardegna e la Corsica, dove si trovavano effettivi tedeschi inferiori a due divisioni, e da lì effettuare operazioni anfibie nell'Italia centro-settentrionale (egli indicò Livorno come possibile obiettivo). Il Combined Chiefs of Staff anglo-statunitense autorizzò lo sbarco a Salerno sia perché lo ritenne di maggior effetto propagandistico (premoniva un'avanzata su Roma), sia perché le due isole non offrivano grandi porti capaci di gestire un elevato traffico navale, indispensabile per trasformarle in basi adeguate a sostenere un attacco dal mare; furono in ultimo sollevate preoccupazioni circa la vicinanza degli aeroporti della pianura padana caduti in mano tedesca, la cui operatività fu però sopravvalutata grossolanamente, e la presenza a La Spezia del nucleo da battaglia della Regia Marina. Gli Alleati s'impossessarono di Sardegna e Corsica a fine 1943, ma senza farne uso particolare: sulla seconda installarono, allo scopo di confondere i comandi tedeschi in Italia, solo il comando della 7th Army del generale George Smith Patton. Essi preferirono di gran lunga dare priorità alla conquista di aeroporti (Foggia in primis) per ampliare la campagna di bombardamenti sull'Europa occupata, assicurarsi la massima copertura aerea tattica sfruttando le basi siciliane e, infine, fare affidamento totale sulla loro grande superiorità aerea: l'idea di poter interdire ai tedeschi il controllo del territorio italiano con l'impiego preponderante dell'aeronautica, addirittura di affrettarne il ripiegamento in Italia settentrionale, si era affermata già nel corso del 1943, ma si rivelò troppo ottimistica. Lo stesso generale Clark, nelle proprie memorie, definì tale convinzione wishful thinking tactics ("tattica del pio desiderio") perché basata su speranzose ipotesi più che su serie analisi; Kesselring e i suoi collaboratori riuscirono quasi sempre a risolvere i pur gravi danni alle infrastrutture della penisola, fino alle ultime settimane di guerra, e a mantenere forze importanti sul fronte italiano. Le osservazioni di von Senger furono replicate dal generale Westphal, intervistato nel dopoguerra dallo storico Basil Liddell Hart. Egli affermò che se la 5th Army fosse sbarcata a Civitavecchia, in coordinazione con un assalto paracadutista e con l'appoggio delle cinque divisioni italiane presenti nella zona di Roma, la città sarebbe stata conquistata in meno di 72 ore; fu ugualmente caustico nei confronti dell'operazione Baytown che, secondo lui, sarebbe stato più fruttuoso rimpiazzare con uno sbarco nel tratto Pescara-Ancona, una mossa che avrebbe diviso la 10. Armee e ostacolato alquanto l'afflusso di rinforzi dall'Italia settentrionale. La metodica pianificazione alleata, imperniata sulla riduzione di ogni rischio, privilegiò l'aviazione tattica e i piani di bombardamento strategico, agevolando le non enormi forze tedesche in Italia, al punto che Westphal e altri ufficiali rimasero interdetti dalla facilità con la quale furono tratte in salvo le guarnigioni tedesche in Sardegna e Corsica – «[A Kesselring] appariva fin troppo chiaro che la piena riuscita dell'evacuazione sarebbe stata assai problematica data la superiorità aeronavale del nemico. Ma la reazione alleata venne inspiegabilmente a mancare».

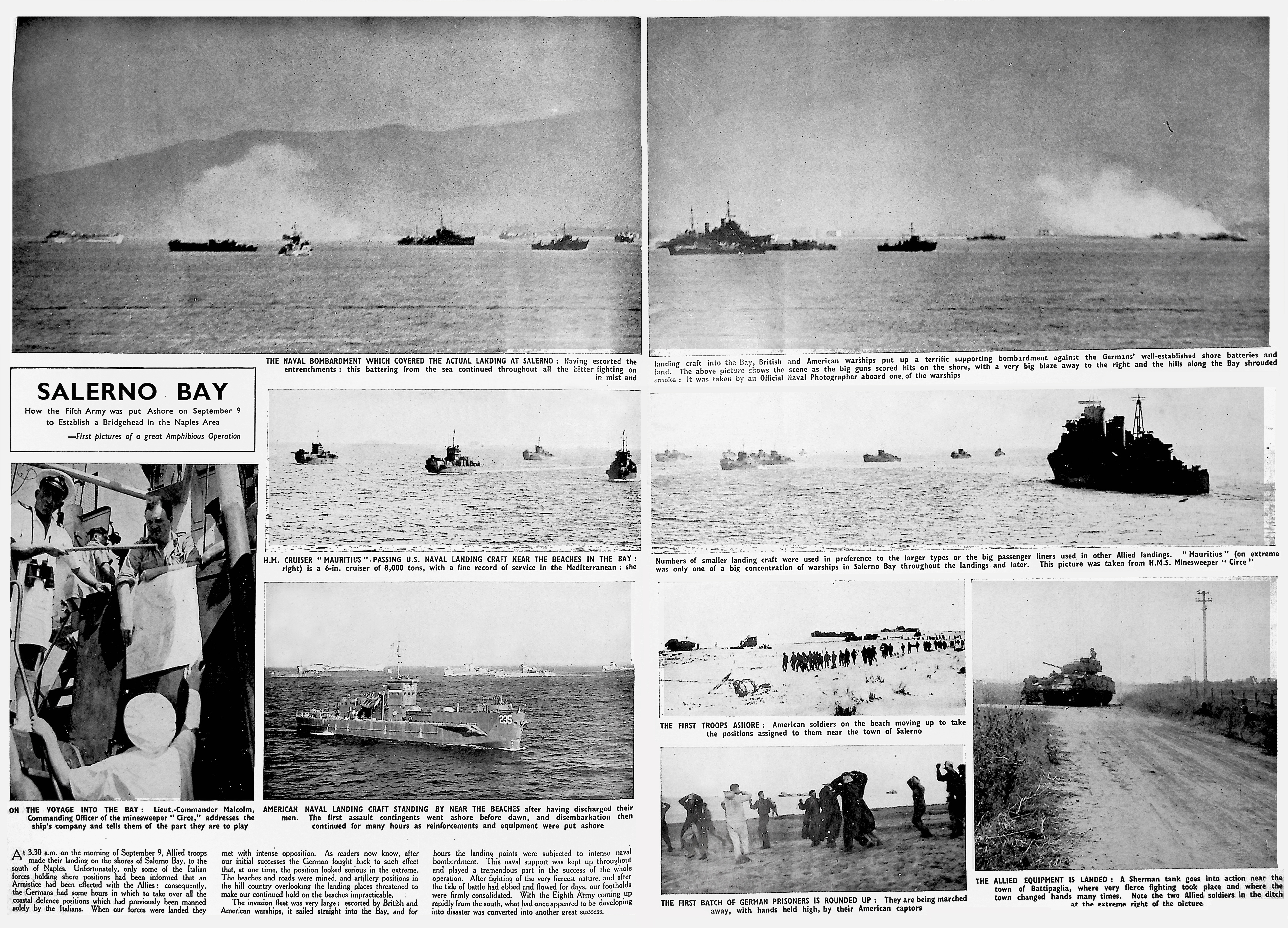
Immagini e commenti dello sbarco di Salerno su rivista in inglese

## Filmografia
- Salerno, ora X (A Walk in the Sun), regia di Lewis Milestone (1945)
- The Rebels of Word War II - Operation Avalanche, regia di Nick Lyon (2021)

### Esplicative
1. ↑  Hawkesworth aveva rimpiazzato da pochi giorni il precedente comandante, maggior generale Harold Freeman-Attwood che, all'epoca, era uno dei più giovani generali dell'esercito. Egli aveva spedito una lettera alla moglie che, incautamente, rivelava la destinazione degli sbarchi: un controllo casuale della censura bastò a sollevarlo dall'incarico. Vedi: Morris, p. 146
2. ↑  Nel proprie memorie, Clark riferisce che i primi reparti a toccare terra nel settore statunitense furono il 142nd Regimental Combat Team (RCT) condotto dal colonnello John D. Forsythe e il 141st RCT del colonnello Richard J. Werner. Vedi: Clark, p. 208
3. ↑  Nel 1943 Montgomery godeva di grande fama in patria e, ben conscio di ciò, ne approfittò per comportarsi con indipendenza, finanche insubordinazione, nei confronti dei superiori, e sfruttò anche l'incertezza del maresciallo Alexander. Secondo lo storico Morris è bene contestualizzare la questione dell'8th Army in Calabria: la grande unità contava meno di tre divisioni e, se i tedeschi avessero contrattaccato, si sarebbero potute ipotizzare grosse difficoltà. Montgomery, peraltro, considerava l'intera operazione «inutile e rischiosa»: dato che, fin dai primi giorni di Salerno, divenne chiaro che i tedeschi avrebbero concentrato le forze contro la 5th Army, Montgomery preferì non dare una scusa a Kesselring e von Vietinghoff per rafforzarsi in Calabria. Resta confermato, comunque, che il ritmo dell'avanzata britannica avrebbe potuto essere più rapido. Vedi: Morris, pp. 192–193

### Bibliografiche
1. 1 2 3  Morris, p. 228.
2. 1 2  Morris, p. 215.
3. 1 2 3 4  Atkinson, p. 279.
4. ↑  Weinberg, p. 672.
5. ↑  Morris, p. 113.
6. 1 2  Morris, p. 114.
7. ↑  Morris, pp. 118–119.
8. 1 2  Morris, p. 121.
9. ↑  Morris, pp. 120, 123-124.
10. 1 2  Clark, pp. 192–193.
11. 1 2  Clark, p. 194.
12. ↑  Morris, p. 142.
13. 1 2  Morris, p. 143.
14. ↑  Morris, pp. 134–135.
15. ↑  Morris, pp. 138–139.
16. ↑  Morris, p. 141.
17. ↑  Morris, p. 144.
18. ↑  Morris, p. 138.
19. ↑  Clark, p. 199.
20. ↑  Morris, p. 151.
21. ↑  Morris, p. 153.
22. ↑  Morris, pp. 155–156.
23. 1 2 3  Morris, p. 147.
24. ↑  Clark, p. 197.
25. ↑  Morris, pp. 146–147.
26. ↑  Clark, p. 193.
27. ↑  Morris, pp. 144–145.
28. 1 2  Clark, p. 205.
29. ↑  Morris, pp. 148–149.
30. ↑  Clark, pp. 197–198.
31. 1 2  Atkinson, p. 239.
32. ↑  Hart, pp. 408–409.
33. 1 2 3 4  Hart, pp. 410–411.
34. ↑  Morris, p. 178.
35. 1 2  Atkinson, p. 240.
36. ↑  Atkinson, pp. 240, 242.
37. ↑  Morris, p. 157.
38. ↑  Morris, pp. 179–180.
39. ↑  Hart, pp. 411–412.
40. ↑   Dominick Graham e Shelford Bidwell, Avalanche e Hurricane, in La battaglia d'Italia, Milano, Rizzoli, 1989,  p. 55, ISBN 88-17-33369-7.
41. ↑  Atkinson, p. 236.
42. ↑  Morris, p. 169.
43. ↑  Morris, p. 170.
44. ↑  Atkinson, pp. 233, 237-238.
45. 1 2  Atkinson, p. 241.
46. ↑  Clark, p. 208.
47. ↑  Steinbeck, pp. 206–207.
48. ↑  Atkinson, p. 242.
49. ↑  Clark, p. 209.
50. ↑  Clark, p. 210.
51. 1 2  Clark, p. 211.
52. ↑  Morris, p. 171.
53. 1 2 3  Morris, p. 172.
54. 1 2 3  Morris, p. 173.
55. ↑  Atkinson, p. 246.
56. 1 2  Morris, p. 175.
57. ↑  Atkinson, p. 244.
58. ↑  Morris, p. 174.
59. ↑  Morris, pp. 176–177.
60. 1 2  Clark, p. 212.
61. ↑  Morris, p. 176.
62. 1 2  Atkinson, p. 251.
63. ↑  Morris, pp. 183–184.
64. ↑  Morris, pp. 184–185.
65. ↑  Morris, p. 185.
66. ↑  Clark, pp. 214–215.
67. 1 2  Clark, p. 216.
68. ↑  Atkinson, pp. 252–258.
69. ↑  Morris, p. 182.
70. ↑  Atkinson, p. 250.
71. 1 2 3  Atkinson, p. 253.
72. 1 2  Atkinson, pp. 260–261.
73. 1 2 3  Morris, p. 195.
74. ↑  Morris, p. 197.
75. ↑  Atkinson, p. 262.
76. ↑  Morris, pp. 191–192.
77. ↑  Morris, p. 196.
78. ↑  Morris, pp. 198–199.
79. ↑  Morris, pp. 200–202-206.
80. ↑  Morris, pp. 206–207.
81. ↑  Morris, p. 207.
82. ↑  Morris, pp. 208–209.
83. ↑  Morris, pp. 212–213.
84. ↑  Morris, pp. 203–204.
85. ↑  Morris, p. 209.
86. ↑  Morris, p. 213.
87. ↑  Clark, p. 227.
88. ↑  Morris, p. 214.
89. 1 2 3  Atkinson, p. 274.
90. ↑  Clark, pp. 228–229.
91. ↑  Atkinson, p. 275.
92. ↑  Atkinson, p. 277.
93. ↑  Morris, p. 220.
94. ↑  Atkinson, pp. 277–278.
95. ↑  Atkinson, p. 278.
96. ↑  Atkinson, pp. 278–279.
97. 1 2 3  Morris, p. 224.
98. 1 2  Morris, p. 222.
99. ↑  Clark, p. 231.
100. ↑  Clark, pp. 231–232.
101. 1 2  Clark, pp. 233–235.
102. ↑  Atkinson, p. 283.
103. ↑  Clark, p. 236.
104. ↑  Atkinson, pp. 285–286.
105. ↑   Lutz Klinkhammer, Distruggere o salvare l'arte: i tedeschi in Campania, lungo la linea Gustav, a Montecassino (PDF), su poloniaeuropae.it, poloniaeuropae. URL consultato l'11 dicembre 2020 (archiviato il 25 novembre 2022)..
106. ↑  Clark, p. 230.
107. ↑  Atkinson, pp. 234–235.
108. ↑  Atkinson, pp. 251–252.
109. ↑  Morris, p. 181.
110. ↑  Atkinson, pp. 250–251.
111. ↑  Clark, p. 215.
112. ↑  Morris, pp. 178–179.
113. ↑  Atkinson, p. 271.
114. ↑  Morris, p. 225.
115. ↑  Atkinson, p. 272.
116. ↑  von Senger, pp. 246–248.
117. ↑  von Senger, pp. 248–250.
118. ↑  Clark, pp. 207–208.